# Atlético Rio Negro Clube (Amazonas)
O Atlético Rio Negro Clube (conhecido apenas como Rio Negro, cuja sigla é "ARNC") é um clube poliesportivo brasileiro, sediado em Manaus. Fundado em 13 de novembro de 1913 como “Athletic Rio Negro Club”, mais tarde rebatizado usando a grafia atual, o nome do clube é uma homenagem ao Rio Negro, um dos mais importantes do país. É um dos clubes mais tradicionais e importantes do Estado do Amazonas, no qual se destaca em diversas modalidades esportivas dentre as quais o vôlei e o futebol profissional.
Tem como principal apelido a alcunha de Barriga Preta, em alusão ao seu uniforme principal, que tem a camisa branca com uma faixa horizontal preta, e seu mascote é o Galo, que lhe rendeu outro apelido, o "Galo Gigante do Norte". Seu principal rival no futebol é o Nacional, com quem mantém o maior clássico do futebol amazonense e umas das maiores rivalidades do norte-brasileiro.
Ao longo de sua história no futebol, o Rio Negro possui 16 conquistas do Campeonato Amazonense de Futebol profissional, incluindo um tetracampeonato entre 1987 e 1990. Foi o primeiro Clube amazonense a ganhar uma taça a nível regional, a Taça Amazônica de 1928 (enfrentando clubes do Pará), e o primeiro Clube amazonense a ganhar um torneio fora do Brasil, a Copa da Guiana Inglesa em 1963. É um dos quatro clubes do futebol local que já participou da principal divisão do Campeonato Brasileiro, em sete edições. Participou ainda por seis vezes da Copa do Brasil.

## História

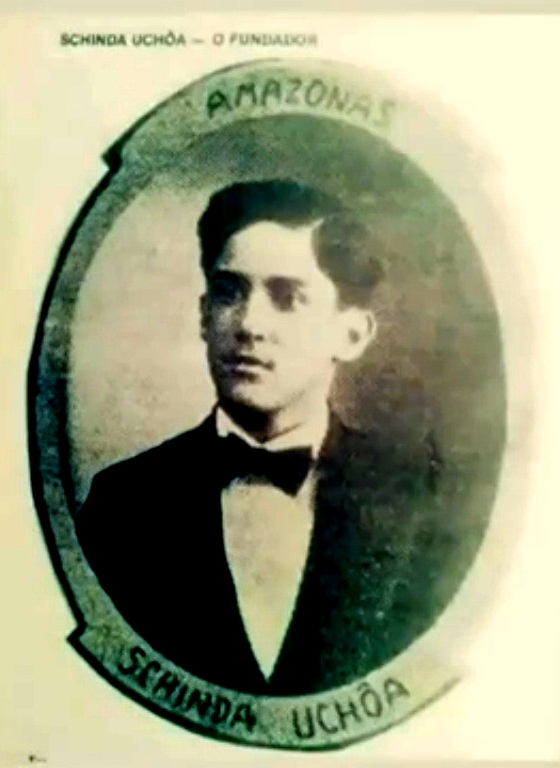
Schinda, ainda jovem, idealizador de um dos gigantes do futebol nortista, fundou o Rio Negro para o futebol baré.

### Fundação do Rio Negro
Shinda Uchôa, ainda um jovem de 16 anos, teve a ideia e insistiu com seus amigos para que criassem um clube. A insistência foi tanta, que no dia 13 de Novembro de 1913, às 16h, um grupo de rapazes se reuniu na residência de Manuel Afonso do Nascimento, na Rua Henrique Martins (hoje Lauro Cavalcante) para concretizar a ideia do jovem. Os jovens fizeram neste dia a ata de fundação e no meio da leitura do documento, o momento histórico foi brindado com vinho do porto, bebido em autênticas taças francesas de cristal bacará. Na mesma ocasião, foi realizada uma eleição e o primeiro presidente foi Edgar Lobão. Uchôa foi designado secretário, recebendo também o título de presidente de honra. A partir daquele momento, veio a existir o Athletic Rio Negro Club, clube de glórias e grande respeito no futebol nortista, que conquistou ao longo de sua história uma calorosa e fanática torcida que fora apelidada de "A Fiel", pois sempre estava presente nas mais diversas adversidades do clube.
O brinde realizado em sua fundação recebeu o nome de “Porto de Honra” e virou uma solenidade realizada até hoje nas comemorações de seu aniversário, onde o momento da fundação é repetido, bridando com "vinho do porto" como em 1913. Das doze taças originais, seis foram recuperadas pelo diretor cultural do clube, Abrahim Baze, que criou um museu para guardar a história do Rio Negro. Três delas são usadas no brinde atual pelo presidente mais duas autoridades escolhidas por ele durante o evento. Na casa onde o clube foi fundado, até pouco tempo atrás funcionou o Banco da Mulher, e de acordo com Abrahim Baze, o prédio ainda conserva a mesma arquitetura do início do século.
Um clube de garotos
O Rio Negro foi idealizado por jovens, todos brasileiros, praticantes do esporte, principalmente do futebol, que ganhava popularidade entre os jovens manauaras. Dentre esses destacam-se:
- Schinda Uchôa - 16 anos. Depois mudou-se para o Rio de Janeiro. Voltou a Manaus e se tornou presidente de honra.
- Manol Affonso do Nascimento - Filho dos proprietários da residência onde foi fundado o clube.
- Edgar Lobão - 19 anos, o mais velho dentre os fundadores e o primeiro presidente.[5]
- Deoclides de Carvalho Leal - foi atleta de vôlei do Rio Negro, depois chegou a ser vice-governador do estado do Amazonas.
- Ao todo, haviam 11 pessoas no momento de fundação, podemos citar que estavam também presentes: França Marinho, Raymundo Vieira,  Leopoldo Neves, Basílio Falcão, Paulo Nascimento, João Falcão, Ascendino Bastos e Affonso Nogueira.[6]

### O nome

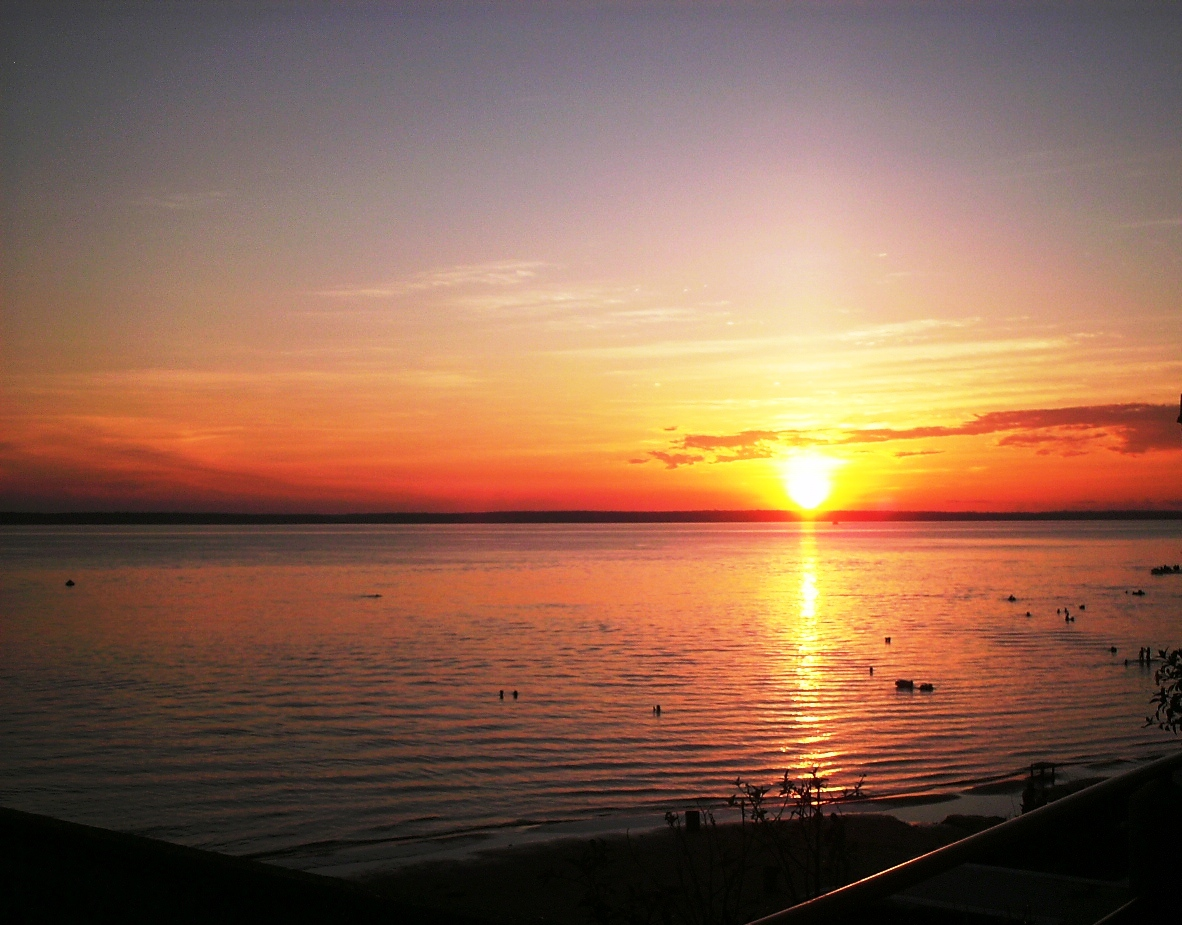
Rio Negro, que deu o nome ao clube.

O nome do clube no início tinha a grafia “Athletic Rio Negro Club” o que remetia a muitos clubes de origem inglesa na cidade, hoje em dia a grafia foi aportuguesada para “Atlético Rio Negro Clube”.
O nome do clube é uma homenagem clara ao rio do qual Manaus está situada a margem esquerda: o Rio Negro. O que torna o Rio Negro um dos poucos clubes profissionais, senão o único que tem em seu nome uma homenagem a algo que de fato é regional. O que torna de longe o Rio Negro o clube mais ligado à imagem da cidade.
Na história do clube consta que, no momento da fundação, os jovens que o fundaram estavam na casa que tinha vista para o grande Rio Negro, o que motivou a escolha do nome.

### Início no futebol
A primeira competição oficial de futebol disputada pelo Rio Negro foi o Campeonato Estadual de 1914, apesar de já ter disputado outros de cunho não oficioso, sua primeira conquista veio em 1921, quebrando uma sequência de títulos de seu maior rival, com qual já havia se envolvido em conflitos extra-campo. Fez também diversas participações em torneios comemorativos e amistosos contra clubes locais e regionais, onde colecionou muitos troféus. Em 1966 estreou em Competições Nacionais representando o Amazonas na Taça Brasil de Futebol, sendo o segundo clube do estado a estrear na referida competição. Naquela Taça Brasil o clube enfrentou dificuldades para se deslocar e como o futebol do estado tinha saído recentemente do amadorismo o clube não obteve bom resultado na competição.
Em 1970 o galo alvinegro estreava e fazia sua única participação no Torneio Norte-Nordeste e obteve regular campanha. O Rio Negro é ainda um dos três clubes amazonenses que já jogaram a Série A do Campeonato Brasileiro, possuindo no total seis participações e somou também inúmeras participações na Série B, obtendo como um 9º lugar a melhor Campanha de um clube amazonense naquela competição. O clube possui também participações na Série C e Copa do Brasil. Tem também importantes conquistas, como a Taça Guiana Inglesa, disputada na cidade de Georgetown. Também foi campeão da Taça Amazônica de 1928 e Campeão do Norte em 1973.
Sua última campanha a nível nacional foi na disputa da Serie C do ano de 2006, quando terminou em 16º na classificação geral, porem ainda é a segunda equipe amazonense em número de participações em campeonatos brasileiros, independente da divisão, atrás somente do rival Nacional.

### De 1914 a 1945 e o ataque demolidor
O  Rio Negro nasceu no futebol, e em 1914 o clube fez sua primeira participação no campeonato amazonense, porem pelos poucos dados que se tem, se deduz que este foi um campeonato muito ruim para a equipe alvinegra, sendo que neste ano sofreu as duas maiores goleadas da história no Clássico Rio-Nal.  Neste ano o  clube montou um elenco com jovens ainda inexperientes no Futebol, que era um esporte ainda em crescente no mundo inteiro.
O primeiro título do clube veio somente em 1921, e em 1926 conquistou seu segundo título, um torneio promovido pela Federação Amazonense de Desportos Atléticos (FADA). Nestes anos o galo se consolidou como uma das duas principais forças do estado, conquistando oito campeonatos. Porém o nono título, o de 1945 que era seu por direito, foi entregue ao maior rival, o Nacional que por questões administrativas havia de perder o título na justiça esportiva, isso desagradou e muito os altos comandos do Rio Negro, que decidiram abandonar a federação e o futebol.
Nessa época o time tinha já grande torcida e este era aclamado o de maior torcida de Manaus e com grande apoio das classes mais altas da sociedade, e por isso já nesta época ganhava a alcunha de “Clube Líder da Cidade”, porque era também um grande clube social.
Ataque Demolidor era chamado o ataque barriga-preta na década de 1930, contava com nomes respeitados no futebol local da época como: Ciro, Goiot, Vidinho, Raimundo Bandeira e Ofir Corrêa alternando com Adair Marques(O Príncipe). Essa linha de ataque deu ao clube o título estadual de 1932 na decisiva contra o Fast Clube. No ano de 1939 o galo revelava novamente um grandioso ataque, desta vez composto por: Babá, Cláudio, Lé, Bezerra e Benjamim que ficaram conhecidos por “Os Granadeiros”. Além dos atacantes, o Galo da Praça da Saudade contava também com o talento do grande goleiro Iano, que foi tricampeão pelo clube.

#### Primeiro Título em 1921
O Rio Negro evoluiu rapidamente no futebol. Depois de um início amargo em 1914, o clube passou a brigar pela taça principal do futebol amazonense partindo de 1916. Apesar disso, viu nascer um grande rival que dominou as conquistas naqueles primeiros anos e coube ao "Galo" frearo adversário, conquistando assim seu primeiro título oficial e reconhecido em 1921. Esse adversário é o Nacional, que foi campeão de 1916 a 1920 mas após uma derrota no campeonato de 1921, decidiu por abandonar o campeonato. Tal confronto ocorreu em 1º de Maio (feriado), no Parque Amazonense e o time "barriga-preta" venceu por 4 a 2. Mais tarde outro clube desistiu após uma derrota para o "Galo", o Sporting, após ser goleado por 5 a 0. Os nomes que entraram para a história alvinegra como os primeiros campeões são: Manoelzinho; Mendonça e Santana; Evangelista, Castrinho e Pantaleão; Anízio, Rochinha, Pudico, Hermínio e Luiz Travassos.

### De 1946 a 1960

Time bicampeão amazonense 1931-32

Em 1945 culminou com a crise com a Federação por causas do título de 1945 que resultaram no seu afastamento do futebol. Além da perda do título, o Rio Negro argumentou que a Federação Amazonense de Desportos Atléticos (FAFA) sempre procurava ajudar o Nacional nas suas competições, já que em 1919 o clube alvinegro havia deixado de disputar a competição alegando armações para prevalecer o rival, voltando no ano seguinte. No entanto desta vez o Rio Negro passaria 14 anos sem disputar o campeonato local.  O clube manteve apenas suas atividades sociais, realizando amistosos contra clubes amadores, já que não tinha um time profissional.
Em toda Manaus se comentava que o campeonato sem o Rio Negro era meio campeonato, pois os torneios disputados sem o clube eram: sem entusiasmo, sem graça e de pouca emoção, o Parque Amazonense já não tinha seus grandes públicos, ou seja, a saída da agremiação era tão prejudicial ao futebol local, que já era pedida a sua volta.
Apesar do motivo convincente dado pela sua diretoria, sempre foi de conhecimento da torcida que parte do alto-comando do clube não gostava de futebol, segundo senhores que acompanharam o futebol nas décadas de 50, 60 e 70 o afastamento impediu o Rio Negro de crescer ao mesmo nível do rival Nacional dentro do futebol, por isso a grande dificuldade do clube de se manter em alto nível por mais de 4 anos seguidos.

### Década de 1960
Com sua volta anos depois, o Rio Negro não voltou a ver a popularidade que tinha antes de sair dos campos. A luta agora seria para reaver seu posto de grande, reconquistar sua torcida e voltar a fazer frente ao poderoso Nacional e ao sempre forte e difícil Fast Clube
O ano de 1960 marcava a volta da equipe aos campos, motivado pelo grande político e torcedor assíduo Josué Claudio de Souza, o então presidente Aristophano Antony reabria o departamento de futebol, só que sob a condição de que este passasse a ser autônomo e de gerência de Josué Claudio.
Josué fez um duro trabalho de juntar vários jogadores, incluindo muitos oriundos do interior, sendo que o primeiro jogo depois de 14 anos seria contra o São Raimundo, entretanto o resultado foi desastroso, com uma derrota de 7-1. O resultado adverso não desanimou o grande torcedor Josué, que logo viu os resultados saindo, e em 1962, dois anos depois da volta ao campeonato, ainda em sua gerência, viu o clube voltar a ser campeão amazonense, o galo foi campeão novamente em 1965.
Voltando a campo o Rio Negro encontrou apoio de grande parte de seus antigos torcedores, logo tendo a média de 6.372 pagantes.

### 1962 e o "Time de Heróis"
Foi assim que ficou conhecido o time do Rio negro de 1962 que sob o comando de Cláudio Coelho disputou o Campeonato Amazonense e foi campeão, naquele ano o time tinha apenas dois anos que retornara ao futebol.
O clube foi ganhando seus jogos, até chegar a final depois de mais de 16 anos sem disputar, e a final era justamente contra o Nacional, com o qual se envolveu em grande e polêmica briga judicial em 1945, que acabou dando a taça aos azulinos e ocasionou o afastamento do clube alvinegro.
A final foi disputada no dia 12 de Janeiro de 1963, já que era normal os campeonatos terminarem no outro ano. O galo venceu o Nacional de Plínio Coelho justamente um dia antes do aniversário do adversário no Parque Amazonense. E a torcida ficou eufórica, já que estavam odiosas do rival pelo fato do galo ter se afastado durante tanto tempo, os campeões saíram do Parque Amazonense carregados pela torcida e seguiram de pés rumo a sede do clube na Praça da Saudade, onde já eram aguardados por uma multidão.
Os heróis do alvinegro na final de 1962 foram:
- Jogadores que atuaram: Chicão (que foi trocado por Pedro Brasil), Bololô e Mário; Fernando, Catita e Eudóxio; Horácio, Thomaz, Airton, Dermílson e Orlando Rabelo
- Técnico: Cláudio Coelho
- Jogadores no banco: Aderson, Luiz, Gravata, Marcondes, Rodrigo, Machado e Ismaelino.

O clube alvinegro neste ano revelou ídolos a sua torcida, entre eles estão o grande Horácio, o temido zagueiro Catita e os também ídolos Dermílson e Orlando.
Ainda em 1962 o Rio Negro fez uma excursão pelo Pará e Maranhão, fez um total de 6 jogos, saindo invicto, sendo que os resultados dos quais se tem conhecimento são: 2-2 Paysandu em Belém e 2-1 no Sampaio Corrêa no Maranhão.

### 1964: A profissionalização
Em 1964 instaurou-se em Manaus o profissionalismo no futebol amazonense, e naquele ano o Rio Negro ficou apenas em 5º lugar, porém o campeonato foi um dos mais competitivos até então, apesar da conquista do Nacional com bastante vantagem.
O Rio Negro que voltara ainda no amadorismo estava se re-estabilizando no futebol local, naquela temporada o clube obteve os seguintes números:
| Pos. | O clube                  | Pt | J  | V  | E  | P  | GF | GS | GP |
| ---- | ------------------------ | -- | -- | -- | -- | -- | -- | -- | -- |
| 5    | Atlético Rio Negro Clube | 17 | 16 | 07 | 03 | 06 | 27 | 20 | +7 |

Dos seus jogadores, apenas o histórico goleiro Clovis foi relacionado pela mídia esportiva para a Seleção do Campeonato Amazonense do ano.

### O grande campeão de 1965
Em 1965, o galo já fortificava seu elenco, contando com grande parte dos grandes ídolos da sua história. A estreia do clube foi contra o Fast Clube no Parque Amazonense.

#### 1º turno
| 3 de Julho de 1965,16:00h Campeonato Amazonense | Rio Negro | 1-0 | Fast Clube | Estádio do Parque Amazonense, Manaus |
|                                                 |           |     |            | Público: Cerca de 3,500              |

A partir deste jogo o Rio Negro seguia muito bem vencendo o Sul América pelo placar de 2-1 e o América por 1-0. Na 4ª rodada do 1º turno do Campeonato o clube pegaria o São Raimundo, a torcida já esperava outra vitória e foi rumo ao Parque Amazonense muito animada para enfrentar um São Raimundo que até então só havia empatado. No Estádio as arquibancadas estavam lotadas, e o resultado foi totalmente adverso ao que era esperado pela massa Barriga-preta:
| 16 de Agosto de 1965,15:00h Campeonato Amazonense | Rio Negro | 0-3 | São Raimundo | Estádio do Parque Amazonense, Manaus |
|                                                   |           |     |              | Público: Desconhecido                |

A derrota já era inesperada para a torcida, quanto mais de 3-0 para um clube que nem mostrava ser forte na competição. Porém, a redenção rionegrina viria no jogo seguinte, contra o maior rival Nacional que vinha de duas derrotas seguidas.
O clube da Praça da Saudade buscava a reabilitação, já que um mínimo empate significaria a perda do Campeonato para o América no saldo de gols, e o Nacional estava disposto a fazer isso acontecer. Para evitar um novo resultado adverso, para este confronto o galo se reforçou com os até então desconhecidos jogadores Sabá e Edson Angelo.
Logo o jogo começou, e ainda com o findar do primeiro tempo o Rio Negro já dominava completamente o rival vencendo por 3-1, e isso fez o alto comando nacionalino duvidar de seu goleiro Marcus(que havia jogado bastante tempo no galo) cambiando-o pelo arqueiro Chicão; porém, a mudança em nada adiantou, o clube alvinegro acabou fechando o placar em 7-2.
| 22 de Agosto de 1965,15:00h Campeonato Amazonense | Rio Negro | 7-2 | Nacional | Estádio do Parque Amazonense, Manaus |
|                                                   |           |     |          | Público: Cerca de 10,000             |

Com este resultado o Rio negro estava classificado à final do Campeonato Amazonense, o que fez a sua torcida comemorar em dobro a goleada sobre o Nacional que acabara em último na classificação do turno. Os torcedores Barrigas-Pretas desceram a antiga Rua Belém rumo a Praça da saudade cantarolando:
-É freguês, É freguês, seremos campeões
Os times para este jogo:
- Rio Negro – Clovis, Valdér, Edson Ângelo (estreante), Catita e Damasceno; Ademir e Rubens; Nonato, Thomaz, Sabá Burro Preto (estreante) e Horácio.
- Nacional – Marcus (Chicão), Téo, Russo, Jayme Basílio e Vivaldo; Hugo e Ribas; Maneca, Dernilson, Holanda e Quisso (Lacinha).

#### 2º turno
No segundo turno o Rio Negro estreou desforrando a derrota para o São Raimundo, vencendo este por 3-1. O clube continuou forte, mas foi superado pelo Fast Clube ficando neste turno em segundo lugar fechado este vencendo novamente o Nacional, desta vez por 3-2.

#### O apreensivo 3º turno
No terceiro turno o Rio Negro caiu de produção, sendo que dos cinco jogos conseguiu vencer apenas o São Raimundo, ficando em último no turno vendo o Nacional ser campeão após sofrer uma derrota de 5-2 para o time nacionalino, que, conquistou o turno invicto. Logo caiu sobre a torcida barriga-preta uma grande apreensão, pois seu clube caiu potencialmente de produção a ponto de temer o clube dar vexame na final depois do péssimo terceiro turno.

#### As finais
Estavam classificados as finais, além do Rio Negro (campeão do primeiro turno) o Fast Clube(campeão do segundo turno) e o Nacional(Campeão do terceiro); o triangular começaria sem nenhum favorito e o Rio Negro buscaria em dois jogos a reabilitação para o péssimo momento.
O primeiro confronto foi entre Nacional e Fast Clube:
| 23 de Janeiro de 1966,15:00h Campeonato Amazonense | Nacional | 1-0 | Fast Clube | Estádio do Parque Amazonense, Manaus |
|                                                    |          |     |            | Público: Cerca de 7,000              |

Com este resultado o Fast teria que ir com tudo para cima do Rio Negro e torcer para este vencer o clássico na última rodada. O Fast foi motivado para o clássico Rio-Fast, porém não deu outra, o galo que havia perdido suas três últimas partidas acabou vencendo pelo placar mínimo levando a decisão para o Rio-Nal.
| 31 de Janeiro de 1966,15:00h Campeonato Amazonense | Rio Negro | 1-0 | Fast Clube | Estádio do Parque Amazonense, Manaus |
|                                                    |           |     |            | Público: Cerca de 5,000              |

Para o jogo decisivo os dois clubes entravam em pé de igualdade, ambos com um empate, deixando a decisão com ainda mais rivalidade. O jogo no Parque Amazonense lotou, e nenhum dos clubes era favorito; porém no campo a expectativa de jogo disputado não se confirmou, já que o Rio Negro mostrando superioridade aplicou outra goleada, desta vez por 4-1, sagrando-se campeão amazonense.
| 06 de Fevereiro de 1966,16:00h Campeonato Amazonense | Rio Negro                                                          | 4-1 | Nacional                | Estádio do Parque Amazonense, Manaus         |
|                                                      | Sabá Burro Preto ?' · Sabá Burro Preto ?' · Ademir ?' · Horácio ?' |     | jogador desconhecido ?' | Público: Cerca de 10,000 Árbitro: Sena Muniz |

O time do Rio Negro nesta final foi:
- Clóvis(goleiro), Valdér, Edson Ângelo, Catita e Damasceno; Ademir e Rubens; Nonato, Sabá Burro Preto, Thomaz e Horácio.

Este jogo foi considerado a melhor do galo naquele campeonato, primeiro o Nacional teve o jogador Jayme Basílio expulso, porém, pouco depois, já no segundo tempo o Rio Negro perdeu o zagueiro Catita, mas o dia era rionegrino, o Nacional teve um pênalti marcado a seu favor e este foi cobrado por Téo, porém Clóvis defendeu a cobrança.
O técnico ainda era o grande ídolo da torcida Cláudio Coelho que dirigiu o clube também no título de 1962. O jogador Sabá "Burro-Preto" que chegou ao clube para o segundo turno terminou o campeonato como artilheiro isolado, fazendo 12 gols em 10 partidas.
A campanha do galo neste campeonato obteve os seguintes números:
| Pos. | Rio Negro                | Pt  | J  | V  | E | P | GF | GS | GP |
| ---- | ------------------------ | --- | -- | -- | - | - | -- | -- | -- |
| 1    | Atlético Rio Negro Clube | 21' | 17 | 10 | 1 | 6 | 36 | 29 | +7 |

Temporada nos territórios
Ainda em 1965 o galo empreendeu temporada pelos territórios (atuais Acre, Rondônia e Roraima), sendo que venceu de goleada a maioria de seus jogos, saindo invicto da excursão.

### Década de 1970
Estes anos foram de grande valia para o Rio Negro, que disputou cinco finais e conquistou 01 título, e isso devolveu muito do renome do clube, que vinha se recompondo desde sua volta em 1960, se tornando novamente um dos maiores  de Manaus. E neste tempo encontrou um novo grande rival, o Fast Clube, que havia aderido grande torcida no período que o Rio Negro esteve afastado e que era considerado um dos grandes da década de 1960 e também de 70.
Neste tempo o clube consolidou-se novamente no futebol de Manaus e reafirmou sua rivalidade com o Nacional, somou cinco das suas seis participações na Série A do Campeonato Brasileiro. Apesar de estar à sombra do Nacional em títulos e ver no Fast Clube um adversário muito difícil.
Nestes anos os principais clubes de Manaus entraram num processo de desvalorização aos jogadores amazonenses (chamados "Prata da Casa") e o Rio Negro foi um destes, a partir da estreia no campeonato brasileiro, a diretoria gastou fortunas em jogadores de outros centros, geralmente de algum renome, entretanto em final de carreira. Sempre considerado um clube que dava muita atenção aos seus atletas em formação, a partir deste período o clube enfraqueceu suas categorias de base e esvaziou seus cofres contratando jogadores em final de carreira.

### 1970 - Participação no Norte-Nordeste
O Rio Negro ficou apenas em 4º lugar no estadual de 1970. Aquele ano marcava sua volta à competições oficiais fora do estado do Amazonas, disputando a Taça Norte, quase simultaneamente ao estadual, que era ligada ao Torneio Norte-Nordeste. O torneio contou com as seis principais forças do futebol regional àquela época, porem, a participação do Rio Negro foi fraca, não levando muito esforço na sua participação, leva-se em conta também que o Fast Clube contava com o melhor elenco de sua história. Enquanto todos esperavam a briga pelo título entra as duplas Re-Pa e Rio-Nal, as terceiras forças acabaram dominando o torneio.
Jogos do Rio Negro:
- 21 de Outubro - Rio Negro 1x1 Nacional
- 25 de Outubro - Rio Negro 1x3 Fast Clube
- 4 de Novembro - Rio Negro 2x0 Clube do Remo
- 11 de Novembro - Rio Negro 1x3 Tuna Luso
- 18 de Novembro - Rio Negro 2x2 Paysandu

### 1973 - O grande ano

#### O estadual
Em 1973 o Rio Negro chegava ao estadual como favorito ao lado de Nacional e Fast Clube. O jejum de quase 10 anos já incomodava a torcida do clube. Mas o primeiro turno não foi dos melhores para o clube, sendo que o título ficou com a zebra Rodoviária. No segundo turno o clube teria de se garantir contra Nacional e Fast Clube e ainda contra a Rodoviária que poderia ser campeã direta.
No segundo turno o clube fez um total de 5 jogos e venceu 4, empatando 1 jogo por 0-0 com o Fast Clube e foi disparado o melhor clube se garantindo na final contra a Rodoviária.
Na final o Rio Negro era o grande favorito pois vinha de uma vitória de 2-0 contra o Nacional e também havia vencido o último confronto contra a Rodoviária por 3-1, e, era o maior pontuado até então. Mas, logo no primeiro jogo o clube perdeu por 1-0 e no segundo perante quase 20 mil pessoas, a maioria absoluta de rionegrinos, empatou por 1-1, o Rio Negro dava ali continuidade a sua mística de “Grande Favorito Derrotado” e de "morrer na praia"perdendo mais uma vez um título dado como certo.

#### Estreia no Campeonato Brasileiro
Depois de seu retorno em 1960, o alvinegro não parecia mais o mesmo, seus dirigentes não eram dados ao futebol e se recusavam a fazer grandes investimentos. O Rio Negro mudou de patamar quando Ézio Ferreira, empresário de Manaus e rionegrino declarado, resolveu sair do Fast Clube e assumir seu departamento de futebol. Ele pediu apoio de Flaviano Limongi, então presidente da Federação Amazonense de Futebol, assim como do governador João Valter de Andrade, para "conquistar" uma vaga para o "Galo" no Campeonato Brasileiro de Futebol. A vaga veio, então, Ézio logo trouxe Denilson (vindo do Fluminense) e praticamente um time inteiro do seu ex-clube, o Fast Clube. Para comandar a equipe, veio o técnico Décio Leal.
Primeiro jogo
- 26 de Agosto de 1973 - * Rio Negro  0x0 América-RN
- O time desse jogo foi: Borrachinha, Pedro Hamilton, Zé Carlos, Biluca e Almir Coutinho; Zezinho e Denílson; Paulo (Jorge Cuíca), Mário Motorzinho, Nilson Diabo (Ferreira) e Rolinha.

O clube colecionou duas derrotas nos jogos seguintes, jogando em Manaus. Sua primeira vitória foi apenas na 4º rodada vencendo o Santa Cruz pelo placar de 1 a 0, em Manaus. Os empates foram um problema para o clube, que, por muitas vezes jogou melhor, mas não acertava os tentos. Num dos jogos, contra o Vasco da Gama o clube jogou contra todas as adversidades, teve um pênalti não marcado e três dos seus gols anulados, aquela que seria uma goleada, não aconteceu, segundo muitos, por ajuda de apito amigo para o clube carioca.
Durante a competição o clube enfrentou 28 equipes. Obteve 7 vitórias, 10 empates e 11 derrotas, marcou 20 gols e sofreu 2.
As sete vitórias: 1x0 Santa Cruz (primeira vitória), 1x0  como visitante ante a Desportiva Ferroviária, 1x0 Goiás, 1x0 Ceará, 1x0 Náutico, 5x0 e 1x0 no Sergipe.

#### Campeão do Norte e vice do Norte-Nordeste
Nesse ano, embutido no Campeonato Brasileiro foi disputada a Taça Norte-Nordeste Almir de Albuquerque, sendo que para esta eram contados apenas os pontos dos confrontos entre os clubes das duas Regiões, sendo por pontos corridos, onde o maior pontuador final seria consagrado o campeão. A estreia do Rio Negro foi justamente contra o clube que viria a conquistar o troféu, o América-RN:
- 25 de Agosto de 1973 - Rio Negro  0x0 América-RN - Estádio João Machado, Natal

Na última rodada valida pelo Torneio o América de Natal fechou com um ponto a frente do galo, resultado que poderia ser revertido caso o "alvinegro" vencesse o Clube do Remo de Belém, no Pará, mas como registrado nos meios de comunicação mais expressivos da época, a rivalidade entre as torcidas e clubes de Manaus e Belém era grande e o clube paraense dificultaria as coisas. O resultado foi a vitória remista pelo placar de 1 a 0, sendo que o "Galo" teve dois jogadores expulsos, o que dificultou o seu jogo.
Apesar de não ter ganho a grande disputa a parte, o Rio Negro ficou com o título de Campeão do Norte. A derrota pro Clube do Remo foi a única do clube em sete partidas válidas pelo torneio, enfrentado clubes das regiões Norte e Nordeste. O jogo decisivo:
- 7 de Novembro de 1973 - Rio Negro  0x1 Clube do Remo - Estádio Evandro Almeida, Belém

Times da partida decisiva:
- Clube do Remo: Dico, Rui, Mendes, Cuca e Augusto; Elias(Nena), Tito, Caíto(Sérgio Pinheiro), Amaral, Alcino e Alberto. Técnico: Paulo Amaral.
- Rio Negro: Borrachinha, Biluca, Zé Carlos, Pedro Hamilton e Almir; Denilson, Jorge Cuíca, Nilson, Toninho(Osmar), Mário(Zezinho) e Zé Claúdio.

### 1975 - campeonato emocionante e fim do jejum

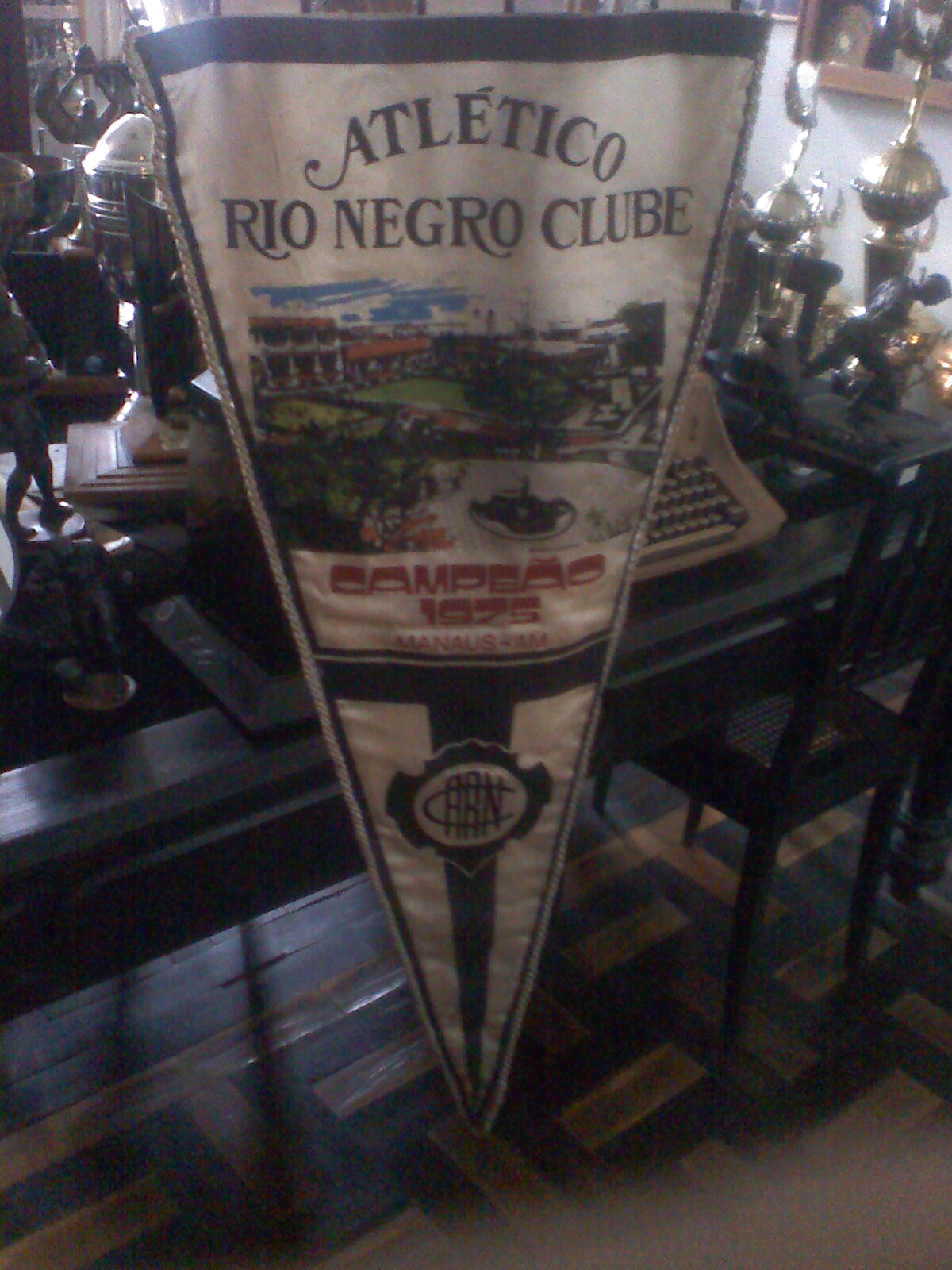
Flamula ao Campeonato de 1975

Em 1975 o Rio Negro completava 10 anos sem conquistar o Campeonato Amazonense de Futebol, neste período somou três vice-campeonatos, sendo o mais dolorido o do campeonato de 1973, onde era considerado franco favorito mas acabou perdendo o título para a Rodoviária. O jejum incomodava, ainda mais quando se via os maiores rivais Nacional e Fast Clube dominando a competição.
O "Galo" estreou em 9 de Março enfrentando o América, no Estádio Vivaldo Lima e com apoio de 3.171 pagantes o time alvinegro venceu o adversário pelo placar de 3 a 0 (gols de Almir, Orange e César). Naquele ano a Taça Amazonas foi incorporada o estadual e valeu como primeiro turno. O Rio Negro esteve em pé de igualdade com o rival Nacional até a última rodada deste turno, onde se enfrentaram e os alvinegros acabaram derrotados por 2 a 0.
- O jogo decisivo da Taça Amazonas: 20 de Abril de 1975 - Rio Negro 0x1 Nacional - Estádio Vivaldo Lima, Manaus (30.314 pagantes)[12]

Depois, veio a disputa do "2º turno". Nessa fase do campeonato o Rio Negro voltou à sua briga particular com o Nacional pelo primeiro posto da tabela. Empates indigestos com São Raimundo e Fast Clube acabaram o colocando 2 pontos atrás do Nacional, o qual enfrentou na última rodada do turno buscando uma vitória para forçar um jogo desempate. O "jogo decisivo" era complicado, uma vez que o "Galo" enfrentaria um adversário que estava invicto há 9 jogos, cujo goleiro estava 810 minutos sem tomar gols. Num jogo bastante equilibrado, onde saiu atrás no placar, o Rio Negro venceu por 2 a 1, igualando os 8 pontos do Nacional, forçando assim o jogo desempate.
- O jogo decisivo do 2º turno: 8 de Junho de 1975 - Rio Negro 2x1 Nacional - Estádio Vivaldo Lima, Manaus (30.034 pagantes)[15][16]

O jogo desempate ou "tira-teima" valendo o título do 2º turno foi realizado uma semana depois, na tarde do dia 15 de Junho, um domingo. Apesar da vitória recente, nenhum favoritismo era conferido ao Galo, assim como também não era a seu rival. Desta vez o "Negão" não correspondeu à expectativa de sua torcida e acabou derrotado por 1 a 0, sem oferecer qualquer risco ao adversário. O ponto alto desta partida foi o recorde de renda e de público de até então, entre clubes, com 35.136 pagantes.
- O jogo desempate do 2º turno: 15 de Junho de 1975 - Rio Negro 0x1 Nacional - Estádio Vivaldo Lima, Manaus (35.136 pagantes)[17]

Após nova derrota em jogo decisivo de turno, perdendo os dois primeiros para o Nacional, caberia ao Rio Negro vencer o 3º turno ou ficar mais uma temporada sem título. Em 5 jogos do clube, a média de público chegou a incríveis 10 mil torcedores por partida. Desta vez, o "negão" chegou à última rodada com 1 ponto de vantagem sobre o Nacional, bastando então um empate para ser campeão do turno. Em jogo bastante disputado, o Rio Negro vencia a partida até os 42 minutos do 2º tempo, quando Bibi empatou para o Nacional. O empate deu ao Rio Negro o título do 3º turno e o garantiu na final.
- O jogo decisivo do 3º turno: 3 de Agosto de 1975 - Rio Negro 1x1 Nacional - Estádio Vivaldo Lima, Manaus (19.748 pagantes)[18]

Por ter vencido os dois primeiros turnos, o Nacional entrava na decisão com a vantagem de 2 pontos, ou seja: caso vencesse ou empatasse a primeira partida, seria campeão sem necessidade de disputar o 2º jogo. Ao "Galo" caberia a obrigação de vencer a primeira partida para garantir o 2º jogo onde nenhum dos dois teria qualquer vantagem.
1º Jogo da Final
A primeira partida foi realizada na tarde de 10 de Agosto, um domingo. Em grande desvantagem num jogo onde apenas a vitória lhe interessava, o Rio Negro viu a situação piorar quando o Nacional saiu a frente, aos 38 minutos do 1º tempo, com Serginho. No 2º tempo o "Galo" reagiu para buscar o resultado, e os gols foram saindo: Jorge Nobre, aos 7; Davi, aos 17; Jorge Nobre novamente, aos 25 e Zé Cláudio, aos 30. Assim, uma estrondosa goleada garantiu o Rio Negro no 2º jogo da final.
- 10 de Agosto de 1975 - Rio Negro 4x1 Nacional - Estádio Vivaldo Lima, Manaus (23.890 pagantes)[20]

2º jogo da Final
Para este jogo, a Federação Amazonense de Futebol encareceu absurdamente os ingressos, visando lucrar mais, o que diminuiu bastante o público pagante, como já vinha ocorrendo nos clássicos mais recentes. O jogo, que deveria iniciar às 21 horas da quarta-feira (13 de Agosto), começou meia-hora depois. Logo no 1º minuto, um susto para a torcida alvinegra: o Nacional abriu o placar com o lateral Jorge Luiz. O jogo seguiu bastante estudado e equilibrado, com o Rio Negro chegando ao empate aos 30 minutos ainda do 1º tempo, com Jorge Nobre. O 1 a 1 prosseguiu até o fim do tempo regulamentar, levando a partida para a prorrogação, onde o empate novamente persistiu e levou a decisão para a disputa de pênaltis. Já era mais de meia-noite quando as cobranças alternadas iniciaram, com Lauro convertendo a 1ª para o "Galo", em seguida Iane defendeu a cobrança de Bibi, colocando o alvinegro na frente. Iane se tornaria o grande nome da decisão defendendo mais duas cobranças, inclusive a última, batida por Amaury, o goleiro adversário, fechando a disputa de pênaltis em 3 a 2 em favor do "Galo", que se consagrou campeão amazonense da "maior final" em tempo disputado da história do futebol amazonense.
- 13 de Agosto de 1975 - Rio Negro 1x1 (3x2) Nacional - Estádio Vivaldo Lima, Manaus (28.202 pagantes)[21]
- Rio Negro: Iane. Lauro, Pogito. Paulo Roberto, Vanderlei (Toninho), Lopes, Claudio, Sidnei (Orange, depois Nilson), Jorge Nobre, Davi e Reis,
- Nacional: Amauri, Antenor. Renato, Fausto; Jorge Luis, Jorginho, Rolinha (Torrado); Roberto, Serginho, Bibi e Nilson

### Outro afastamento em 1977
O ano de 1977 se mostrou complicado, primeiro a Rodoviária pediu licenciamento para cuidar de seu patrimônio. Não se deu muita importância uma vez que o clube atuou maior parte de sua vida esportiva no amadorismo. Porem, a situação se complicou quando Manoel Bastos Lira, presidente do Rio Negro, resolveu cumprir o que anunciou em 25 de Janeiro, enviando oficio para a Federação Amazonense de Futebol exigindo o licenciamento do clube por tempo indeterminado. Lira era parte de um grupo de sócios que via o futebol profissional com maus olhos e sonhava com o clube vivendo apenas da sua razão social. A gota d'água foi a saída de Ézio Ferreira, em novembro de 1976, este que assumiu a presidência do clube e vinha mantendo o futebol profissional do "Galo" a custo próprio. Por outro lado, sem Rio Negro e Rodoviária o Campeonato Amazonense de Futebol passaria a contar com apenas cinco clubes, abaixo do exigido pelo extinto Conselho Nacional de Desportos (CND) que estipulava um número mínimo de seis clubes participantes. A saída para a federação foi a profissionalização do então campeão amazonense de futebol amador, o Libermorro.

#### A causa
Com a saída de Ézio Fereira, assumiu Manoel Bastos Lira, um defensor de que o futebol profissional deveria ser autônomo e autossustentável. Alguns dirigentes tentaram "salvar a pátria" como foi o caso de Enoch Bezerra, remanescente da gestão de Ézio. Bezerra planejou e orçamentou a temporada, levando até Lira uma proposta, de quem ouviu "Tudo muito bonito, Enoch, mas quem é que arca com a responsabilidade?". Bezerra respondeu "Ora, nós! A diretôria!" Diante da afirmação de Enoch, Lira completou dizendo "Nada disso! Quem quiser tomar conta do futebol do Rio Negro, que é um departamento autônomo, vai ter que assinar um termo de compromisso com a diretoria, responsabilizar-se por tudo! O dinheiro do futebol será tirado do futebol, e o clube não tirará um tostão da parte social ou patrimonial para socorrer o profissionalismo!". Com tal afirmação, Enoch Bezerra desistiu da ideia.
Outro que tentou salvar o futebol foi José Sabóia do Nascimento que em ocasião de uma reunião para cerca de 45 pessoas falou  "Chamei-os aqui porque foi minha família que fundou o Rio Negro. E o futebol sempre foi uma tradição do Rio Negro, não quero o Rio Negro fora do futebol!". Apesar de ser considerado um homem de poder financeiro, Nascimento também indicou que não colocaria dinheiro próprio no futebol do clube. Ainda assim, Lira lhe deu o cargo de vice-presidente de futebol, exigindo um plano de gestão. Nascimento então apresentou a Lira um orçamento com grande déficit, do qual se eximiu de pagar. Lira também isentou a si e ao clube de tais despesas, logo em seguida demitindo Nascimento do cargo que lhe fora confiado. Com isso, o Rio Negro estava consumadamente fora do futebol por tempo indeterminado.
Na edição de 1º de Julho de 1977 da Revista Placar, numa pequena nota referente ao futebol amazonense, o repórter diz que "Com a saída do Rio Negro, o futebol amazonense morreu, só falta deitar!"

### O retorno em 1979
Em Janeiro de 1979, o clube já estava afastado por dois anos e caminhava para um terceiro. Vendo isso, formou-se um grupo com cerca de 20 homens, dos quais podemos citar Flaviano Limoingi, ex-presidente da Federação Amazonense de Futebol e o radialista Arnaldo Santos. O grupo propôs assumir todo o gasto com futebol profissional do clube e a ideia só foi aceita pelo Conselho Deliberativo após assinatura de um contrato em cartório, onde o clube foi eximido de qualquer custo com este departamento. Assim, caiu então por terra o desejo e agrado de vários dirigentes e sócios de ter o clube para sempre fora do futebol. Quando a notícia se tornou pública, torcedores que aguardavam na porta da sede do clube causaram um grande alvoroço e fizeram um verdadeiro carnaval em Manaus, e todos tinham uma única coisa na cabeça: impedir o Tetracampeonato do Nacional.

### Década de 1980 - A melhor fase
Em nenhum período de sua história o Rio Negro foi tão forte quanto na década de 1980, a clube disputou nove de dez finais do campeonato estadual, conquistando 4 títulos, entre estes os de 1987-1988-1989 que somado ao de 1990 resultariam no inédito tetracampeonato do clube.
Nestes anos a rivalidade com o Nacional foi muito mais acirrada, onde os clubes disputaram oito finais, com três títulos ao alvinegro e direito a grandes jogos.

### 1981
Apesar de essa ser a melhor década da história do clube, o Campeonato Amazonense de 1981 foi a pior segunda pior campanha do clube desde então na era do profissionalismo, o galo da Praça da Saudade terminou o campeonato em penúltimo lugar na classificação geral, a frente apenas do tradicionalmente fraco Libermorro vencendo apenas duas partidas e disputando apenas um turno.
O clube que não garantiu vaga nas finais do primeiro turno decidiu abandonar o campeonato após ver o rival Nacional ser campeão invicto do turno. O pior para a torcida alvinegra naquele ano foi a conquista até então inédita do Hexa-Campeonato amazonense por parte do Nacional.
Ainda em 1981 o Rio Negro disputou o Campeonato Brasileiro de Futebol - Série B. O clube iniciou bem o campeonato vencendo os seus dois primeiros jogos:
- 11 de Janeiro – Rio Negro 1-0 Guarany
- 14 de janeiro – Tiradentes 1-2 Rio Negro

A partir dai o Rio Negro apenas perdeu no torneio, refletindo sua campanha do estadual o galo amazonense ficou apenas em último lugar dentre oito clubes no seu grupo, ficando em 40º lugar na classificação geral. Seus jogos restantes foram:
- 17 de Janeiro – Rio Negro 0-0 Tuna Luso
- 22 de Janeiro – Flamengo/PI 3-1 Rio Negro
- 25 de Janeiro – Ceará 1-0 Rio Negro
- 28 de Janeiro – Rio Negro 1-2 Maranhão
- 2 de Fevereiro – Remo 2-0 Rio Negro

### 1982 - É quase invicto
Depois da péssima campanha em 1981 o Rio Negro passou por grandes reformulações e se armou para evitar mais um título do Nacional. Naquele ano em especial o clube revelava ao mundo o craque Berg que mais tarde teria estrelato no Botafogo carioca. O clube acabou sagrando-se campeão amazonense com uma única derrota durante toda a competição.
Naquele ano em especial o clube não disputaria o Campeonato Brasileiro depois de três anos seguidos na competição. O primeiro jogo do Rio negro foi contra o Penarol em Itacoatiara e venceu pelo placar de 1-0. O clube acabou sendo campeão invicto do primeiro turno do campeonato.
No segundo turno o clube manteve o ritmo e se classificou à fase final com apenas uma derrota para o Nacional. Novamente a dupla Rio-nal chegava junta a mais uma decisão, para o Rio Negro a conquista do turno significaria também a conquista do Campeonato, já para o rival Nacional a conquista do segundo turno seria a oportunidade de chegar a final.
| Pos. | O clube                  | Pt | J  | V  | E  | D  | GF | GS | GP  |
| ---- | ------------------------ | -- | -- | -- | -- | -- | -- | -- | --- |
| 1    | Atlético Rio Negro Clube | 32 | 18 | 15 | 02 | 01 | 35 | 05 | +32 |

- O time que entrou em campo na Colina e foi titular em grande parte do Campeonato foi o seguinte: Tobias(goleiro ex-Corinthians), Jair, Marcão, Darinta(ex-Palmeiras) e Tonho; Dalmo, Patrulheiro(ex-Nacional) e Berg; Pedrinho, Alcindo(Índio) e Tiquinho.
- Tecnico: Ivam Gradim
- Presidente: Dissica Tomaz
- Ainda faziam parte do elenco: Beto(Goleiro), Zelito, Jaime, Charligton, Renato, Adãozinho, Índio Carioca, Toninho, Bosco e Aarão (este jogou apenas 45 minutos no campeonato)

#### A polêmica
A principal causa da grande polêmica de 1982 foi a própria FAF, que marcando a final para 25 de Novembro resolveu adiar para uma semana depois, isso sem consultar as partes envolvidas, o Rio Negro foi contrário a mudança e entrou com liminar na justiça para ser mantida a primeira data. Ai, o Nacional, que não gostou na manutenção, anunciou publicamente que não disputaria a partida caso fosse em 25 de Novembro. 
O galo chegou a entrar em campo, e a torcida do Rio Negro compareceu e foi esmagadora maioria, já que os nacionalinos em sua maioria estavam cientes de que o clube não entraria em campo. O time esperou por cerca de 30 minutos o elenco nacionalino, até que foi declarado campeão por W.O.
O Nacional acabou entrando na justiça, mas perdeu nos tribunais, inapelavelmente. Então o título do Rio Negro foi homologado, porém, a disputa judicial perdurou por cerca de um ano.

### De 1983 à 1986 - Os quatro vices
De 1983 a 1986 o Rio Negro amargou quatro vice-campeonatos, sendo que em dois desses era o maior favorito ao título e tinha o time considerado melhor.
h
1983
Nesse ano, como de costume, o Nacional conquistava um dos turnos e o Rio Negro outro, logo, os dois clubes teriam de se enfrentar na final. A dupla foi muito destacada dos demais, sendo que o Fast Clube acabou na lanterna do campeonato.
Na final os dois clubes disputariam em igualdade, sem vantagens para nenhum dos clubes, o jogo acabou vencido pelo Nacional:
| 18 de Dezembro de 1983 | Atlético Rio Negro Clube | 1-1 | Nacional        | Estádio Vivaldo Lima, Manaus                      |
| 16h                    |                          |     | 23¹'Fernandinho | Público: 11,831 Árbitro: Marcio Campos Salles(SP) |

1984
Em 1984 o Rio Negro novamente se destacou ao lado do Nacional, mas nesse ano o clube mesmo tendo um melhor retrospecto falhou nas decisões contra seu maior rival, perdendo as decisões do primeiro e do segundo turno, ficando com o vice-campeonato sem a disputa da Super Final.
1985
Em 85 aconteceu exatamente o que ocorrera em 84, o Rio Negro foi bem no campeonato, mas pecava nas decisões contra o Nacional, mas um fato desmotivava a torcida alvinegra, o Nacional vinha em crise financeira grave e montou um time às pressas tendo como base as categorias de base  e também contratando Titã que jogou pelo próprio galo em 1983.
1986
O ano de 86 tinha tudo para ser o ano do Rio Negro, o clube começava a pré-temporada com 30 contratados e um grupo de torcedores empresários no seu comando, já o Nacional mergulhado em crise fazia o que podia para por um time com base nos juniores e jogadores experientes em campo.
No primeiro turno o Nacional levou com certa facilidade, para a surpresa de todos. No segundo turno o Rio Negro levou com facilidade e viu o Nacional ser eliminado na primeira fase do mesmo.
O galo estava novamente na final enfrentando o Nacional, e novamente como favorito, no primeiro jogo o resultado de 1-1 não foi suficiente para nenhum dos dois ser campeão. Logo seria conhecido o campeão no segundo jogo:
| 26 de Agosto de 1986 | Atlético Rio Negro Clube | 0-1 | Nacional    | Estádio Vivaldo Lima, Manaus |
| 16h                  |                          |     | 35¹'Raulino | Público: 42,661              |

O título novamente ia para o rival, o Rio Negro perdia um título com um time considerado melhor e como favorito.

### De 1987 à 1990 - O tetracampeonato
De 1987 a 1990 o Rio Negro conquistou sua primeira e até hoje única grande sequência de títulos do campeonato amazonense de futebol, é um dos três únicos clubes com sequência igual ou superior de títulos.
Nesses anos o galo contou com grandes nomes que tirou jogadores de destaque do eterno rival (Tojal, Paulo Galvão, Marinho Macapá e Luís Florêncio, todos grandes ídolos do rival) e também formou seus ídolos como Luís Roberto e Kleber Brito (campeões nas quatro oportunidades), Bismark (que marcou o gol do TETRA em 1990), Fernandinho, Jason (mais tarde com moderado destaque no Atlético-MG fazendo o gol do título mineiro de 88), João Carlos Cavalo (hoje um dos grandes técnicos da Região Norte),
Neste período disputou a Série B de 1989, onde chegou a terceira fase e estando entre os 16 melhores da competição enfrentaria o Clube do Remo de Belém, a expectativa era grande e eram esperados pelo menos 40 mil pessoas no Vivaldão, mas pouco depois veio o banho de água fria, o Rio Negro foi eliminado no STJD por ter escalado um jogador irregular num dos jogos contra a Anapolina.

### Década de 1990
O clube conquistou o tetracampeonato consecutivo em 1990, considerado o auge de sua força no futebol local. Depois disso, o clube passou a viver dificuldades no futebol profissional e até em outras modalidades, das quais se afastou por longos anos. Na década, esteve ausente dos estaduais de 1991, 94 e 97. Apesar disso, quando esteve em campo, o clube brigou pelo título, conseguindo ser vice-campeão em 1992, 98 e 99, além do 3º lugar em 1993 e 1996. Sua torcida se afastou gradualmente dos estádios, apesar de em 1999 ter tido o recorde absoluto de público do estadual, na final contra o São Raimundo. O Rio Negro fechou a década de 1990 com regular campanha na Série C do Campeonato Brasileiro de 1999, sendo eliminado pelo Figueirense.

### Década de 2000 - Os piores anos
O que já estava ruim, piorou nos anos 2000. Em 2001 o clube conquistou seu último estadual, depois de 11 anos de jejum. E em 2003, na sua última final, acabou como vice-campeão. Num dos últimos atos de grandeza, foi 3º colocado no estadual de 2006, conquistando vaga para o Campeonato Brasileiro de Futebol - Série C daquela temporada, onde chegou entre os 16 melhores. A campanha a nível nacional foi um divisor de águas para o clube, que a partir de 2007 alegou enfrentar grave crise financeira que trouxe as piores participações do clube em estaduais, que resultaram em diversos rebaixamentos. Apesar da crise, o clube manteve-se disputando as competições profissionais, apesar de em 2009 ter sido especulado que o departamento de futebol profissional seria fechado.

## Décadas de 2010 e 2020
O "Negão" começou a década novamente disputando a Segunda Divisão, em 2010. Nela, o time alvinegro conquistou o acesso mas foi vice-campeão ao ser derrotado na final pelo Operário, nos pênaltis (3 a 3 e 0 a 0 no tempo normal e 4 a 5 nos pênaltis). De volta à Primeira Divisão, em 2011 o Rio Negro anunciou parceria com o empresário Robson Ouro Preto, cujas principais contratações foram do aposentado Mário Jardel e do técnico português Paulo Morgado. Depois de algumas rodadas, Mário Jardel abandonou o projeto sem sequer ter estreado e pouco depois, Paulo Morgado também saiu, para assumir o comando técnico do Fast Clube. Apesar das adversidades, o clube conseguiu sua melhor campanha em anos, um modesto 6º lugar.
Em 2012 o clube novamente montou uma equipe que no papel era insuficiente para buscar grandes objetivos. Perdeu as 3 primeiras partidas e só foi vencer na 4ª rodada. O clube contratou Iane Geber como técnico na reta final do 1º turno e este deu novo gás à equipe e de maneira surpreendente levou o Rio Negro para a fase Semifinal do 2º turno, onde enfrentou a forte equipe do Fast Clube e após dois empates em 0 a 0, foi eliminado na disputa de pênaltis por 1 a 3. Em 2013, ainda com uma grande crise interna, faltou a garra de 2012 e no ano de seu centenário o clube foi rebaixado. O então presidente Thales Verçosa, figura oriunda do vôlei, alegou que até sua posse, o clube devia cerca de R$4 milhões mas que teria diminuído 400 mil deste montante.
Em 2014 jogando a Segunda Divisão, novamente conquistou o acesso mas voltou a perder o título para o Operário após derrota por 3 a 1. No retorno à elite, em 2015, montou seu time base com jogadores das categorias de base e de origem no futebol amador, com folha salarial estimada em modestos R$30 mil. Como esperado, fez nova campanha ruim, ficando em penúltimo lugar, só não sendo rebaixado por conta da dissolução da Segunda Divisão que passou 2 anos sem ser disputada em benefício de uma unificação com a primeira.

### 2016 - o golpe de Henrique Barbosa
Em 2016 o "Galo" começava mais uma temporada sem grandes ambições, por conta das suas dividas. No período de preparação pro Campeonato Amazonense de Futebol de 2016 o então presidente Thalles Verçosa anunciou uma parceria que até então era vista com vislumbre pelos torcedores, nela o departamento de futebol foi assumido pela empresa Excellence Football gerida por Henrique Barbosa que logo anunciou a contratação do ex-jogador Dodô como técnico, além de jogadores como o atacante Abuda (com passagem pelo Vasco da Gama e Alan Bahia (com passagem pelo Atlético Paranaense). Tudo parecia muito grande perante a situação financeira do clube e logo a realidade chegou: sem ao menos estrear como técnico, Dodô pediu demissão e saiu acusando a falta de estrutura e o atraso nos salários. O ex-jogador e agora ex-técnico do Rio Negro disse em entrevistas que o que foi oferecido não era nem o básico para a prática de futebol profissional.
Assim que chegou em Manaus apresentando o "projeto ambicioso" em conjunto com o Rio Negro, Henrique Barbosa foi alvo de matérias jornalísticas que denunciavam uma má imagem do gerente de futebol em outros estados. Utilizando outras razões sociais, Henrique já teria tentado entrar no Amazonas ao solicitar parceria com o São Raimundo e também com o Fast Clube, onde o mesmo chegou a inserir em cláusula que a sua empresa teria direito a parte de possíveis cotas financeiras que os clubes recebessem. O presidente Thalles Verçosa chegou a admitir que fechou a parceria sem investigar a outra parte, quando a imprensa local levandou a "ficha" do empresário. Após a saída de Dodô, diretores do clube, evitando falar dos problemas encontrados, chegaram a acusar o ex-jogador de "estrelismo" e que o mesmo deu como principal causa da sua saída a não confiança na empresa que estava gerindo o departamento de futebol, apontando ainda que os empresários responsáveis não possuíam dinheiro ao menos para comprar passagens de atletas. Pouco tempo depois, Henrique Barbosa foi para São Paulo alegando que sofrera um infarto e abandonou o clube com suas pendências e dividas, de acordo com o presidente Thalles "dessa vez não conseguiram levar nada" mas após o termino do estadual ele admitiu "Fomos enganados".
A boa campanha no estadual
Após a saída de Dodô o comando técnico passou para as mãos de Aderbal Lana, que apesar das dificuldades conseguiu levar o time as semifinais do Campeonato Amazonense. O clube contava com o futebol de veteranos de algum renome nacional como Abuda e Alan Bahia, além de jogadores de rodagem local.  Num campeonato longo, o "Galo" garantiu sua classificação para as Semifinais na última rodada da fase regular, ao bater o Fast Clube por 1 a 0. O mesmo Fast Clube seria o adversário da Semifinal, disputada em jogo único onde o "Alvinegro" buscaria disputar a final depois de 13 anos. A partida foi realizada na Arena da Amazônia e terminou empatada em 1 a 1 no tempo normal, seguindo para a prorrogação, onde o adversário fez o 2º gol e garantiu sua classificação. O 4º lugar geral foi a melhor campanha do Rio Negro desde o estadual de 2006.

### Novas campanhas regulares em 2017 e 18
As projeções para o Rio Negro em 2017 foram mais otimistas. O então vereador William Abreu (um dos fundadores do Amazonas) assumiu o departamento de futebol e trouxe para o clube nomes conhecidos como o técnico Aderbal Lana e os jogadores Leonardo e Cristiano, alguns dos destaques do rival Nacional. O início foi avassalador, conquistando simbolicamente o primeiro turno do estadual e nesse percurso acabando com o tabu de 11 anos sem vencer o Nacional. Como costumava fazer em seus trabalhos mais recentes, Lana saiu no decorrer do campeonato, e para seu lugar foi contratado Alemão, que "perdeu a mão" e acabou perdendo a vaga na Semifinal. O clube que tinha uma campanha impecável acabou perdendo pontos importantes e saiu do G4 na última rodada ao perder em Itacoatiara para o Penarol. Ao contrário de 2016 onde ficou em 4º lugar, o 5º lugar geral em 2017 surpreendeu de forma negativa, uma vez que o "Galo" foi apontado durante parte do campeonato como um dos favoritos ao título.
Em 2018, num Campeonato Estadual completamente desorganizado, o clube conseguiu regular destaque, sendo semifinalista dos dois turnos. No 1º turno, eliminou nas Quartas de Final a forte equipe do Princesa, sendo eliminado na Semifinal pelo Fast Clube. No 2º turno, eliminou o Nacional nas Quartas de Final, mas acabou sendo eliminado novamente na Semifinal, desta vez pelo Princesa. No geral, voltou a ficar em 4º lugar da competição, entre 8 participantes.

### O inesperado rebaixamento em 2019 e três anos de Segunda Divisão
A falta de vitórias nos 5 primeiros jogos dos 7 do 1º turno de 2019 já mostravam que a campanha do clube não teria a mesma força dos 3 anos anteriores. Apesar disso, os resultados não eram tão preocupantes, uma vez que Iranduba e Sul América despontavam como os mais fracos. No 2º turno o quadro parecia se manter quando o Rio Negro venceu o Iranduba, na 3ª rodada, abrindo uma boa diferença de pontos. Porem, o improvável ocorreu e o Iranduba reagiu, chegando à última rodada apenas 2 pontos atrás do "Galo" e podendo ultrapassa-lo. O time barriga-preta teve o Nacional pela frente, enquanto o Iranduba enfrentou o Princesa. Os dois enfrentaram clubes que brigavam no pelotão da frente, mas o Iranduba novamente surpreendeu e venceu o Princesa, enquanto o "Galo" levou goleada de 5 a 0, culminando em um novo rebaixamento.
Após isso, o clube passou o seu maior período longe da Primeira Divisão sem estar licenciado, ficando três anos ausente na elite estadual. Em 2020, longe de ter uma campanha brilhante, caiu na fase semifinal, que decidiria o acesso, diante do Clíper. Em 2021 outra campanha fraca, porem agora coroada pelo amadorismo de seus dirigentes, o clube tinha seu departamento de futebol administrado por Neto Jacaré e foi eliminado no "tapetão" por conta de duas escalações irregulares, perdeu 10 pontos e acabou em último lugar. A volta por cima veio apenas em 2022, com o título da categoria, numa competição onde sobrou em campo.

### 2022 - Campeão da Segunda Divisão
Em 2022 o Rio Negro completava sua terceira temporada na Segunda Divisão. O clube então teve seu departamento de futebol assumido por jovens torcedores. O trabalho deu frutos e o clube acabou o Campeonato Amazonense de Futebol de 2022 - Segunda Divisão como campeão com 100% de aproveitamento. Na primeira fase o "Galo" teve de longe a melhor campanha, vencendo os 8 jogos. Depois, na Semifinal, foi impiedoso ao eliminar o RB do Norte com vitórias de 6 a 0 e 4 a 1, assim garantindo seu retorno à elite estadual. Na final, entrentou o Parintins e novamente mostrou superioridade ao vencer por 3 a 1 e assim garantir também o título da competição. O "Galo" venceu todas as partidas do campeonato.

### 2023 - Novo retorno à elite
O clube voltou à Primeira Divisão estadual depois de 3 anos ausente. De planejamento modesto, guiado por torcedores abnegados, o time continuou sob o comando de João Carlos Cavalo. Na fase regular, onde se classificavam 8 de 9 clubes, o "Galo" não fez grandes apresentações e ficou em 7º lugar. Nas Quartas de Final, enfrentou a forte equipe do Manauara e acabou sendo eliminado com duas derrotas por 1 a 0. As derrotas magras validaram alguma força ao time barriga-preta, já que depois o mesmo Manauara eliminou o Princesa com agregado de 6 a 1.
Pouco tempo depois do fim prematuro de sua temporada no futebol profissional, o "Galo" teve páginas turbulentas em seus bastidores. O então diretor de futebol, Christian Juan, deixou o cargo afirmando que o alto comando do clube havia agido de má fé com ele e outros diretores do departamento de futebol. Juan alegou que o dinheiro de cotas de TV e outros benefícios do departamento de futebol profissional do clube foram desviados pelo presidente para outros fins. O dinheiro, que por direito era do departamento, serviria para sanar dividas e diminuir prejuízos da temporada. O presidente teria evitado contato com Juan, sem dar explicações nem prestar contas do que foi feito com a verba. Depois de Juan se desligar, o presidente Jefferson Oliveira, passou a uma espécie de "caça às bruxas" desligando outras figuras ligadas a Juan e à torcida. Oliveira também foi acusado de autoritarismo, chegando até a bloquear torcedores em redes sociais do clube.

## Títulos no futebol
Campeão Invicto
| CONTINENTAIS (AMISTOSO)  | CONTINENTAIS (AMISTOSO)                      | CONTINENTAIS (AMISTOSO) | CONTINENTAIS (AMISTOSO)                                                                             |
|                          | Competição                                   | Títulos                 | Temporadas                                                                                          |
| ------------------------ | -------------------------------------------- | ----------------------- | --------------------------------------------------------------------------------------------------- |
|                          | Taça Internacional da Guiana                 | 1                       | 1963                                                                                                |
| REGIONAIS (NÃO OFICIAIS) |                                              |                         | |
|                          | Competição                                   | Títulos                 | Temporadas                                                                                          |
|                          | Campeão do Norte - Taça Almir Albuquerque    | 1                       | 1973                                                                                                |
|                          | Torneio Quadrangular Independência do Brasil | 1                       | 1974                                                                                                |
|                          | Torneio Amazonas x Pará                      | 1                       | 1928                                                                                                |
| ESTADUAIS                |                                              |                         | |
|                          | Competição                                   | Títulos                 | Temporadas                                                                                          |
|                          | Campeonato Amazonense                        | 16                      | (1921, 1927, 1931, 1932, 1938, 1940, 1943 , 1962, 1965, 1975, 1982, 1987, 1988, 1989, 1990 e 2001). |
|                          | Campeonato Amazonense Extra                  | 1                       | (1926)                                                                                              |
|                          | Copa Amazonas de Futebol                     | 4                       | (1976, 1979, 1988, 1988)                                                                            |
|                          | Campeonato Amazonense - Segunda Divisão      | 4                       | (1917, 1921, 2008 e 2022 )                                                                          |
|                          | Torneio Inicio ACLEA                         | 11                      | (1933, 1966, 1968, 1969, 1979, 1980, 1982, 1983, 1990, 1995 e 2002)                                 |
|                          | Taça Cidade de Manaus                        | 5                       | (1973 , 1982, 1983, 1984, 1986)                                                                     |
|                          | Taças de Terceiro Turno                      | 1                       | 1975                                                                                                |

### Categorias de Base
- Campeonato Amazonense de Futebol - Juniores: 1999, 2000, 2001
- Campeonato Amazonense de Futebol - Juvenil: 1963, 1965, 1988
- Campeonato Amazonense de Futebol - Infantil:1976, 1977, 1978, 1979, 1980, 1981, 1982, 1983, 1997

Estes são apenas alguns dos títulos das categorias de base, por conta da escassez de registros, não é possível listar todos precisamente.

### Campanhas em destaque
- Vice-Campeão do Norte-Nordeste(Taça Almir Alburquerque): 1973
- Vice-Campeonato Amazonense: 20 vezes (1916, 1918, 1920, 1939, 1944, 1961, 1966, 1973, 1974, 1976, 1979, 1980, 1983, 1984, 1985, 1986, 1992, 1998, 1999, 2003).

Faltam dados de várias edições da competição.

## Estatísticas do Futebol

### Participações
|  | Participações em 2023 |

| Competição | Competição            | Temporadas | Melhor campanha                   | Estreia | Última | P | R |
| Amazonas   | Campeonato Amazonense | 83         | Campeão (16 vezes)                | 1914    | 2024   |   | 5 |
| Amazonas   | 2ª Divisão            | 5          | Campeão (1917, 1921, 2008 e 2022) | 2008    | 2022   | 5 |   |
| Brasil     | Campeonato Brasileiro | 6          | 26º colocado (1974)               | 1973    | 1983   |   | – |
| Brasil     | Série B               | 8          | 9º colocado (1986)                | 1980    | 1991   | – | – |
| Brasil     | Série C               | 8          | 10º colocado (1992)               | 1992    | 2006   | – | – |
| Brasil     | Copa do Brasil        | 6          | Oitavas de final (1990)           | 1989    | 2004   |   |   |

## Grandes jogos e goleadas

### Jogos Interestaduais
- 27 de junho de 1975 - Rio Negro  3x2 Flamengo-RJ - Estádio Vivaldo Lima

Vitória em confronto amistoso sobre o famigerado clube carioca. O Flamengo vinha a Manaus para uma "temporada" de dois jogos e acabou derrotado. Neste jogo um atleta barriga-preta se destacou, o jogador Jorge Nobre fez os três gols do galo.
- 20 de março de 1983 - Rio Negro  1x0  Fluminense-RJ - Estádio Ismael Benigno - Renda: Cr$7.172.000,00 - Público: 12.300[49]

Jogo válido pela segunda fase do Campeonato Brasileiro de 1983
- 27 de Junho de 1984 - Rio Negro  3x2 Vasco da gama-RJ - Estádio Vivaldo Lima

O Vasco esteve em Manaus para um amistoso festivo contra o Rio Negro. O "galo" contou para essa partida com o concurso de Dadá Maravilha que acabou marcando dois dos três gols do alvinegro amazonense.
- 3 de Fevereiro de 1983 - Rio Negro  1x1  Rio de Janeiro Flamengo - Estádio Ismael Benigno - Renda: Cr$11.100.000,00 - Público: 18.300

O adversário vinha a Manaus como campeão brasileiro e a partida foi válida pelo Campeonato Brasileiro de 1983. O galo jogou de igual e conseguiu um excelente resultado frente ao clube carioca, que viria a ser bicampeão ao final do torneio. Dirigentes e jogadores do Flamengo se envolveram numa grande polêmica após a partida ao criticar o estádio, a torcida e até o clima de Manaus.
- 12 de Dezembro de 1990 - Rio Negro  2x3  Flamengo - Estádio Vivaldo Lima

O Rio Negro perdeu o jogo, porém um fato tornou o jogo histórico: Para aquele jogo o clube contou com o ídolo vascaino Roberto Dinamite que acabou por fazer os dois gols do clube.
- 21 de Outubro de 1973 - Rio Negro  5x0  Sergipe - Estádio Vivaldo Lima

A grande goleada aplicada pelo clube barriga-preta revelava sua ótima fase, onde chegou em um período de 11 jogos a vencer 5, empatar outras 5 e perder apenas 1. Chegou a ser o melhor clube do Norte e Vice-campeão do Norte-Nordeste naquele ano. 
- 16 de Março de 1974 - Atlético Mineiro  0x0  Rio Negro - Estádio Mineirão

O clube mineiro contava com grandes jogadores e era um dos mais fortes naquele início dos anos 1970, tanto que em 1971 foi o primeiro campeão brasileiro de futebol, o Rio Negro jogou com garra e teve seu goleiro Iane destacado pela imprensa daquele estado.
- 13 de Outubro de 2001 - Rio Negro  5x1 Ypiranga Clube - Estádio Vivaldo Lima

A maior goleada do Rio Negro em Série C do Campeonato Brasileiro, aquele ano foi um dos últimos de grande apresentação do clube alvinegro.
- 4 de Novembro de 1970 - Rio Negro  2x0  Clube do Remo - Estádio Parque Amazonense

Primeira vitória do Rio Negro como mandante em campeonatos oficiais fora do Amazonas depois de instaurado o profissionalismo no estado, o jogo foi valido pelo Torneio Norte-Nordeste naquele ano vencido pelo conterrâneo Fast Clube.
- 25 de Agosto de 1973 - América-RN  0x0  Rio Negro - Estádio Castelão(Antigo nome do Machadão)

Este jogo foi a estreia histórica do "Galo gigante do norte" no Campeonato Brasileiro de Futebol.
- 5 de Setembro de 1973 - Rio Negro  1x0 Santa Cruz - Estádio Vivaldo Lima

Foi a primeira vitória do Rio Negro pelo Campeonato Brasileiro de Futebol, com mais de 15 mil presentes.
- 16 de Setembro de 1973 - Desportiva Ferroviária  0x1 Rio Negro - Estádio Engenheiro Araripe.

Primeira vitória do galo como visitante em jogos validos pelo Campeonato Brasileiro de Futebol. o clube vinha de uma derrota amarga contra o Atlético Mineiro, onde a atuação do juiz foi muito contestada e a vitória fora de casa serviu como um alento.
- 2 de Fevereiro de 1928 - Rio Negro  4x1  América - Estádio Parque Amazonense

Na primeira visita de um clube maranhense à capital do Amazonas, o galo não tomou conhecimento do adversário.
- 19 de Fevereiro de 1961 - Rio Negro  1x0  Sport Recife - Estádio Ismael Benigno

A equipe pernambucana chegou a Manaus com muito bom cartaz, mas acabou sendo derrotado pela equipe alvinegra.

### Jogos estaduais
- 13 de Março de 1927 - Rio Negro  25x0  Grupo Internacional Visconde - Campo do Luso

Jogo válido pelo Campeonato Amazonense de Futebol com resultado que é considerado como a maior goleada em partidas oficiais no futebol brasileiro.
- 22 de Agosto de 1965 - Rio Negro  7x2  Nacional - Estádio Ismael Benigno

A maior goleada aplicada pelo Rio Negro no clássico na era profissional.
- 6 de dezembro de 1992 - Rio Negro  6x1  Nacional - Estádio Vivaldo Lima

A segunda maior goleada aplicada pelo Rio Negro no clássico na era profissional. Jogo válido pela fase final do Campeonato Amazonense de 1992.
- 29 de Julho de 1990 - Rio Negro  1x0  Nacional - Estádio Vivaldo Lima

Final do campeonato de 1990, com gol de Bismark, quando o Rio Negro conquistou seu inédito e até o momento único tetracampeonato amazonense.

## Registros históricos
- O jogo com maior número de gols aplicado pelo Clube foi um Rio Negro 25-0 Internacional, em 13 de Março de 1927, no Campo do Luso, em Manaus.
- O maior artilheiro em uma temporada pelo Rio Negro foi Lívio com 22 gols em 29 partidas disputadas no ano de 1976.
- O recordista de gols em uma única partida foi o jogador Indio, que marcou 5 gols na vitória do Rio Negro de 6-1 frente ao Penarol no dia 12 de Maio de 1984.
- O gol mais rápido feito por um jogador do Rio Negro foi também o mais rápido da história do futebol Amazonense, o gol foi marcado por Carlos Alberto Silva que estreava no Rio Negro aos 10 segundos de jogo, no empate de 2-2 contra o São Raimundo no dia 22 de Junho de 1989.
- O Rio Negro foi o primeiro Clube do Amazonas a ser homenageado por uma escola de samba do grupo especial do carnaval de Manaus, em 1997, a Mocidade Independente de Aparecida homenageou o Galo com o enredo "Skindá, Skindô, É gol!"
- Em 2013, ano do seu centenário, o Rio Negro foi homenageado novamente por uma escola de samba do grupo especial do carnaval de Manaus, a Presidente Vargas, com o enredo "Em seus espelhos se reflete a tradição, nos esportes, garra e coração. Atlético Rio Negro Clube - 100 anos de amor e paixão".
- O goleiro com maior tempo sem tomar gols vestindo a camisa barriga preta foi  Luís Roberto Silva Lima, que passou exatos 802 minutos sem tomar gols, sequência quebrada por Cido, atacante do Princesa do Solimões no jogo Rio Negro 2-1 Princesa ocorrido em 29 de Julho de 1987.
- Os recordistas de títulos pelo Rio Negro foram Luís Roberto e Kleber Brito, com 4 títulos cada um.
- Em 1982 o Nacional perdeu por WO na final do Campeonato Amazonense contra o Rio Negro. Assim, o Rio Negro foi declarado campeão, fato este que nunca foi esquecido pelo torcedor do clube.
- O clube é um dos poucos a utilizar um mesmo modelo de uniforme por quase toda sua existência.
- O Galo como prova de sua tradição, tem vários clones na região norte, principalmente no interior dos estados do Amazonas e Pará. O Rio Negro é o único da Região Norte a ter um clone profissional, o Rio Negro de Roraima que por muito tempo, além do nome e das cores, carregava também o mesmo escudo do galo de Manaus.
- O atacante Roberto Dinamite, grande ídolo do Vasco-RJ jogou pelo Rio Negro em um jogo no dia 12 de Dezembro de 1990, o jogo da ocasião era contra o Flamengo que venceu por 3-2, os dois gols do galo foram marcados por Dinamite.
- O clube teve durante anos a sua revista oficial, como forma de comunicação oficial com a sua grande torcida, a mais famosa delas é a "Rionegrino".

### Campeonato Brasileiro - Série A
- Os clubes que mais enfrentou pelo Campeonato Brasileiro de Futebol Série A foram o Ceará e o Paysandu, enfrentando 6 vezes cada clube, depois destes vem o rival Nacional que enfrentou 5 vezes.
- O melhor retrospecto foi contra o Paysandu, vencendo três vezes o clube paraense, empatando uma vez e perdendo duas vezes.
- Nilson Santos foi o atacante que mais fez gols no campeonato brasileiro pelo Rio Negro, no total vez 10 gols em 32 jogos.
- O Atacante Jorge Cuíca foi quem mais jogou no clube atuando pelo campeonato brasileiro jogando 48 jogos; seguido pelo lateral Almir e pelo zagueiro Zé Carlos com 47 jogos disputados cada um.
- Os três que mais jogaram foram também os três que mais venceram, sendo que cada um venceu 13 jogos com a camisa barriga-preta
- Décio Leal foi o técnico que dirigiu o clube por mais jogos no Campeonato, dirigiu o clube em 19 jogos e venceu 6 jogos, empatou 7 e perdeu 6.

### Campeonato Brasileiro - Série B
- O clube que mais enfrentou pelo Campeonato Brasileiro da Série B foi a Tuna Luso Brasileira, clube que não venceu uma vez sequer.
- O melhor retrospecto foi contra o Moto Clube de São Luís e Dom Bosco, com 100% de aproveitamento vencendo os dois jogos que disputou contra cada um destes clubes.
- O pior retrospecto foi contra o Sampaio Corrêa-MA onde perdeu todos os três jogos que disputou contra este, com 0% de aproveitamento.
- A melhor participação do clube na competição foi em 1986, quando ficou em 9º lugar, a apenas dois pontos do acesso à Primeira Divisão.
- Foi eliminado no tapetão em 1989, após eliminar o Anapolina na segunda fase do torneio e já se preparando para enfrentar o Remo de Belém, o clube foi punido com a eliminação após a escalação irregular de um jogador contra o adversário da segunda fase.

### Campeonato Brasileiro - Série C
- Na edição de 1999, o Rio Negro teve uma das melhores medias de público dentre todas as divisões do Campeonato Brasileiro de Futebol.
- A última participação do clube nessa competição foi em 2006, quando terminou em 16º lugar.

## Ídolos e Grandes atletas

### Ídolos
- Clóvis "Aranha Negra - Clovis Amaral Machado, goleiro natural de Parintins, defendeu o "Galo" de 1963 a 1970 e depois em 1973, fazendo um total de 119 jogos. Foi campeão amazonense pelo clube em 1965. O goleiro se tornou conhecido por usar uma toalha vermelha que sempre amarrava na rede do gol, o que, segundo alguns, tornava sua meta impenetrável. Clóvis foi um dos poucos jogadores de futebol do Amazonas a ter uma despedida oficial, na ocasião de um amistoso contra o Bangu em Junho de 1982 que terminou empatado em 0 a 0. Clovis saiu com pouco mais de 12 minutos do 2º tempo, dando então uma volta olímpica no Estádio Ismael Benigno, sendo aplaudido pelo público presente. Clóvis faleceu em 12 de Outubro de 2020 em decorrência da COVID-19[54][55]
- Luizinho “Mão de Grude”(Luíz de Souza Gonçalves) - goleiro natural de Parintins, chegou ao Rio Negro com a promessa de ser o substituto do consagrado Iano. Luizinho ficou no "Galo" até 1945, ano que o clube se desagradou com a federação e se afastou do futebol. Foi campeão de fato em 1940 e 1943 e de direito em 1945, pelo Rio Negro. O último grande goleiro do clube antes do seu afastamento.[56]
- Roberto Berdana (Roberto Almeida Jorge Elias) - O clube tem como um dos seus maiores artilheiros o atacante amazonense, que jogou futebol pelo clube na década de 1960. Roberto tinha um chute forte e preciso e deu muitas alegrias a torcida do "galo" sendo o primeiro atacante na história do futebol mundial a marcar gols chutando a bola de bico no ar (sem deixar a bola cair no chão), feito inédito na história do futebol. Roberto, por ter atuado pelo clube durante muitos anos, recebeu o título de sócio benemérito no dia 13 de novembro de 1975.
- Ademir(MC); Meia-armador pernambucano, deu muitas glórias ao clube onde jogou de 1964 a 1969, sendo participante ativo do título de 1965.
- Bezerrinha, (A), natural de Tefé fez parte do grupo de ataque barriga-preta que ficou conhecido como "Os granadeiros" e foi campeão pelo clube. Ficou apenas dois anos no futebol de Manaus, por exigências familiares parou de jogar aos 20 anos de idade.
- Berg (Ninimberg dos Santos Guerra) - meia-esquerda, é considerado a grande revelação do clube, fazendo parte do time campeão amazonense em 1982, que é considerado um dos melhores da história do clube. Ainda disputou com destaque o Campeonato Brasileiro de Futebol de 1983 pelo "Galo" depois se transferindo pro Botafogo, onde fez sucesso.[57] Depois, transferiu-se para o Botafogo, onde ficou muitos anos e obteve grande destaque.[58]
- Lé (João Chaves Garcia) - ponta-esquerda manauara, foi um dos mais destacados do clube antes de seu afastamento em 1946. Lé foi campeão baré pelo "Galo" em três temporadas. Fez parte do temido ataque barriga-preta do final da década de 1930 que ficou conhecido como "os granadeiros" por "bombardearem" os adversários.[59]
- Catita (Wilson Ferreira da Silva) - zagueiro temido em seu tempo, Catita chegou a o Rio Negro em 1960 ficando até 1969. Foi campeão estadual pelo "Galo" nos anos 1962 e 1965.[60]
- Iano (G), Iano Monteiro foi um grande goleiro da década de 1940, começou no Nacional e mais tarde se transferiu pro Galo onde ficou cerca de 8 anos e foi tricampeão amazonense.
- Iane Geber Jamel (G), também goleiro, foi campeão em 1975 em uma final contra o Nacional. Iane sempre recorda um jogo em que jogou com garra e segurou o empate pelo clube perante o Atlético-MG em pleno Mineirão. Saiu do Rio Negro em 1978 para jogar no Remo do Pará, onde não foi bem aproveitado.
- Horácio (Horácio Rodrigues do Nascimento Neto)- Um dos maiores atacantes que fizeram parte da história do Rio Negro, atuou no clube de 1960 a 1967 e fez parte dos quadros campeões de 1962 e 1965 em decisões contra o Nacional, que ficaram na memória do torcedor alvinegro.[61]
- Marcus Paiva(G), Outro goleiro que começou no Nacional, Marcus foi para o Paysandu de Belém e voltou a Manaus em 1960 para defender o clube alvinegro.
- Marcílio (Z),  Lateral esquerdo da década de 1940, iniciou sua carreira no Fast Clube e ganhou destaque no Rio Negro onde foi campeão de 1943 e de direito em 1945. Naquele período formou com Amâncio e Darcy a sólida defesa barriga-preta até 1946 quando o Galo saiu do futebol.
- Luís Roberto(G), natural do interior paulista, defendeu o Rio Negro e seus maiores rivais (Fast Clube e Nacional). Pelo Rio Negro foi campeão em todos os anos do tetracampeonato alvinegro, sendo que ele ganhou grande destaque e foi por muitas vezes escolhido pela imprensa o melhor goleiro do Amazonas da época.
- Tobias (G): veio para o Galo com 33 anos e jogou no clube no ano de 1982, foi campeão pelo clube e disputou o Campeonato Brasileiro de 1983.
- Kleber Brito(Z), defendeu o galo da praça da saudade no período de 1983 a 1990 e fez parte dos elencos que conquistaram o maior feito do clube, o tetracampeonato amazonense de 87-90. Por sua grande atuação, o atleta recebeu uma placa de prata do clube barriga-preta.
- Bismark (Bismark Nascimento Aguiar), formado nas divisões de base do Galo, fez o gol do tetracampeonato em 1990 e depois foi vendido ao Santo André (SP), chegou a ser cogitado pelo São Paulo do "Mestre" Telê Santana, mas os clubes não chegaram a acordo. Fez carreira em Portugal.
- Paulo Galvão - Um dos maiores zagueiros do norte do país nos anos 1980, começou a carreira muito cedo, ainda muito jovem foi campeão estadual pela extinta Rodoviária, depois foi inúmeras vezes campeão pelo Nacional e foi bicampeão pelo Rio Negro em 87 e 88, mesmo sendo adversário muitas vezes foi sempre respeitado pela torcida do Galo, por isso foi muito bem recebido no clube.
- Cláudio Coelho - atacante nascido em Manaus a 9 de maio de 1917, foi multicampeão no Amazonas como jogador e como técnico. Por ocasião do destino, Cláudio pertencia ao Nacional mas acabou ficando livre após o rival se licenciar em 1938, vindo então para o Rio Negro onde conquistou os campeonatos de 1938, 1940 e 1943. Saiu do "Galo" justamente por este "abandonar" o futebol em 1945. Mais tarde retornou, agora como técnico, em 1960. Ele levou o "Galo" ao primeiro título pós-hiato de 14 anos, em 1962. Voltou a ser campeão em 1965. Um episódio considerado marcante de Cláudio se deu em 1939, ainda como jogador, quando "roubou" a bola de jogo para não deixar o Nacional bater um pênalti. Sua atitude fez o jogo de uma final ser suspenso.[62]
- Hugo Guimarães - goleiro que defendeu o clube no bicampeonato de 1931-32. Apesar do sucesso local, abandonou o futebol ainda jovem.[63]

### Futebolistas renomados

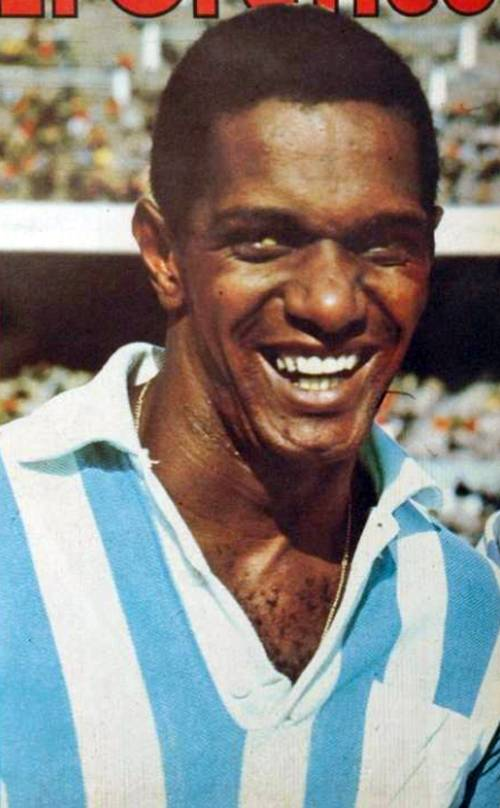
Silva, jogador convocado para a Copa de 1966, passou pelo clube quatro anos depois de ser artilheiro do Campeonato Argentino de Futebol pelo Racing.

Grandes jogadores do cenário nacional passaram pelo Rio Negro, alguns confirmando sua fama, outros decepcionando a torcida. Podemos listar:
- Denilson - volante carioca com passagem pela Seleção Brasileira, participou da Copa de 1966. Tinha grande destaque no Fluminense e foi contratado pelo clube barriga-preta em 1973, disputando parte do Campeonato Amazonense e todo o Campeonato Brasileiro de Futebol do mesmo ano. No "Galo" recebia um salário que foi considerado "milionário" pela imprensa do sul.[64]
- Edson Borracha - goleiro mineiro com passagem pelo Vasco da Gama, Fluminense e Seleção Brasileira de Futebol. Atuou pelo Rio Negro em 1973, longe de ser um grande destaque, já que apresentava muitos problemas extra-campo.[65]
- Reinaldo -  atacante mineiro que atuou pela Seleção Brasileira de Futebol até 1985 (jogou a Copa do Mundo de 1978) e tinha expressiva passagem pelo Atlético Mineiro, onde é ídolo. Foi contratado pelo Rio Negro em 1986 na altura dos seus 29 anos. O "Galo" foi seu 3º clube, mas, por conta de suas ambições, ficou menos que quatro meses em Manaus, onde pouco rendeu.[66]
- Silva "O Batuta" - atacante paulista, foi mais um dos que jogaram a Copa de 1966 e depois fizeram parte do elenco que disputou o Campeonato Brasileiro de Futebol de 1973, onde atuou em oito partidas.
- Jason Rodrigues Corrêa - atacante amapaense, foi campeão amazonense pelo "Galo" em 1987 sendo artilheiro do clube com 19 gols em 19 jogos. Com seu destaque, foi contratado no ano seguinte pelo Atlético Mineiro[67] onde fez o gol do título estadual do clube naquela temporada.[68]
- Darinta - zagueiro paraense natural de Santarém, fez parte do histórico time de 1982. Darinta fez grande cartaz no futebol paraense, e teve passagem pelo Palmeiras em 1981.[69]
- Tobias (José Benedito Tobias) - goleiro paulista que fez parte do histórico time que acabou com o jejum do Corinthians em 1977, chegou ao "Galo" em 1982, ficando até 1983.[70]

### Artilheiros do Estadual
Os artilheiros que o Rio Negro fez durante todo o campeonato profissional foram:
- 1965 - Sabá Burro Preto, 10 gols em 12 jogos
- 1966 - Sabá Burro Preto, 8 gols em 9 jogos
- 1969 – Santos, 9 gols em 11 jogos
- 1972 – Santarém, 6 gols em 11 jogos
- 1976 – Lívio, 22 gols em 29 jogos
- 1982 – Índio, 9 gols em 10 jogos
- 1983 – Tita, 14 gols em 20 jogos
- 1986 – Wolney, 15 gols em 12 jogos
- 1987 – Jason, 19 gols em 19 jogos
- 1990 – Marcão, 7 gols em 9 jogos
- 1992 – Humberto, 9 gols em 17 jogos
- 2017 – Leonardo, 10 gols em 14 jogos

## Rivalidades

### Clássico Rio-Nal
O Rio Negro tem como rival número um o Nacional, e com este faz o clássico mais antigo da Região Norte e o maior clássico futebolístico Amazonense, o Rio-Nal que por muito tempo concorria com o clássico paraense "Re-Pa" o título de maior clássico de futebol do norte. O maior clássico sempre foi o que mais levou público nos jogos em Manaus, sempre contou com a grande presença da torcida alvinegra. Além das competições oficiais e amistosas em nível estadual, as duas equipes chegaram a disputar jogos pelas Séries A, B e C do Campeonato Brasileiro, Copa do Brasil e Torneio Norte-Nordeste. Nos histórico de confrontos, contra o Nacional é o único onde o Rio Negro apresenta retrospecto negativo.
Estatísticas
Foram contados apenas jogos a partir de 1964(ano do profissionalismo no estado). Inclui se jogos do Campeonato Amazonense, Taças estaduais oficias,  Campeonato Brasileiro das Series A, B e C; Copa do Brasil e Jogos Amistosos datados.
Último jogo considerado: Nacional 1-1 Rio Negro, pelo Campeonato Amazonense de Futebol de 2023, no dia 28 de Janeiro de 2023, na Arena da Amazônia.
| Estatísticas               |     |
| Número de jogos            | 310 |
| Vitórias do Nacional       | 126 |
| Vitórias do Rio Negro      | 88  |
| Empates                    | 96  |
| Número de gols             | 778 |
| Gols feitos pelo Nacional  | 454 |
| Gols feitos pelo Rio Negro | 324 |

### Clássico RioFast
Com o Fast Clube, a rivalidade é de longa data pois o Fast Clube nasceu de dissidentes do Nacional, que sempre viram no Rio Negro um grande rival. Até parte dos anos 1990 o Fast Clube formava ao lado do "Galo" e do Nacional o Trio de Ferro do Futebol Amazonense, o que o tornava sempre um adversário difícil e também chamava grande atenção da imprensa local. Os dois sempre realizaram grandes empates, e a imprensa amazonense sempre tratou o confronto como um clássico decisivo para os campeonatos locais.
Último jogo considerado: Fast Clube 1x1 Rio Negro, pelo Campeonato Amazonense de Futebol de 2019, no dia 17 de Março de 2019, no Estádio Roberto Simonsen.
| Estatísticas                |     |
| Número de jogos             | 163 |
| Vitórias do Rio Negro       | 65  |
| Empates                     | 38  |
| Vitórias do Fast Clube      | 60  |
| Número de gols              | 366 |
| Gols feitos pelo Rio Negro  | 193 |
| Gols feitos pelo Fast Clube | 195 |

### Outros rivais
São Raimundo
Além do Nacional e do Fast Clube, o Rio Negro encontra também grande rivalidade São Raimundo, uma rivalidade nova, pois com o crescimento "clube da Colina" nos anos 1990, os clubes acabaram se empenhando em duas decisões consecutivas e, 1998 e 1999. Na final de 1998, talvez a mais polêmica da história do "Galo", o jogo seguia empatado em 1 a 1 até os acréscimos do 2º tempo, o que garantiria a taça ao Rio Negro pela melhor campanha, porem, o adversário acabou passando à frente no placar com um gol de mão do atleta Bugrão, o que gerou uma grande confusão que levou à suspensão da partida, no dia seguinte, de forma arbitraria, a Federação Amazonense de Futebol homologou o São Raimundo campeão. Em 1999, em nova decisão, estabeleceram o atual recorde de público em Campeonato Amazonense, onde 47.188 pessoas compareceram à partida no Estádio Vivaldo Lima.
Sendo que em uma dessas finais se tem o maior público pagante da história do campeonato amazonense, sendo que os 47.188 da segunda final de 99 nunca foi batido.
| Estatísticas                  |     |
| Número de jogos               | 133 |
| Vitórias do Rio Negro         | 59  |
| Empates                       | 31  |
| Vitórias do São Raimundo      | 43  |
| Número de gols                | 389 |
| Gols feitos pelo Rio Negro    | 212 |
| Gols feitos pelo São Raimundo | 177 |

- Olímpico Clube - Com o Olímpico o Rio Negro disputava o verdadeiro "Clássico da Elite". A rivalidade aflorou com as decisões de título do Campeonato Amazonense de Futebol, nos anos 1940 e a força do clube dos "Cinco aros" nos anos 1960 e 70 quando o "Galo" voltou ao futebol. Mas, a grandeza dessa rivalidade vinha das quadras, onde era considerada a maior: Rio Negro e Olímpico eram as principais forças do Basquete amazonense onde decidiram muitos títulos, e também tiveram importantes "prélios" no Vôlei. Com o passar dos anos, o adversário abandonou o futebol, e depois também os torneios oficiais de quadra, mas, a rivalidade entre ambos está na história.[73]

## Outros esportes
Além do futebol, o Rio Negro também mantem atividades no handebol, voleibol, futsal, natação, basquetebol e judô entre outros, sendo sempre forte nessas modalidades, obtendo várias conquistas. O Clube conta com um ginásio particular para praticá-los, e este tem a capacidade de cerca de 2.000 lugares. Em 2012 montou o time de futebol americano Rio Negro Mustangs, em parceria com o time Mustangs.
É um dos clubes que mais representam o estado do Amazonas em competições regionais e nacionais  em diversos esportes, principalmente nos esportes de quadra. Nestes esportes o que mais se destaca é o voleibol onde é muito prestigiado na Região Norte, também tem grande reconhecimento  no handebol. Foi no Rio negro que começou a se difundir o futebol de salão dentro do estado do Amazonas, onde o clube foi a primeira grande potencia.

### Futsal
A tradição do Rio Negro também entra na quadra, o clube tem a mais tradicional equipe de futsal do estado, mas, apesar de ser colecionador e taças, o clube encontra-se desfiliado da Federação Amazonense de Futebol de Salão, ficando de fora dos torneios oficiais já há alguns anos. O clube foi uma das principais forças do futebol de salão do estado na primeira fase dos torneios estaduais, quando estes eram organizados pela antiga Federação Amazonense de Desportos Atléticos.
O galo foi o pioneiro do esporte no Amazonas, quando Carlos Coelho, amazonense de família de origem portuguesa, morador do bairro de Aparecida, gerente de esportes do Atlético Rio Negro Clube por meio de seu amigo Mansueto de Queiroz, homem de imprensa, filiado aos Diários Associados, trouxe em 1953 de São Paulo, onde fazia sucesso, a modalidade para Manaus e implantou no clube, na época era praticado em quadras de basquete.
A partir de então o Rio Negro difundiu esse esporte, primeiramente entre seus associados organizando competições de âmbito interno com a participação de equipes que sugeriam as cores do clube como barriga preta, barriga branca, negão, alvinegro, de onde surgiram vários craques, estes considerados atletas históricos como Nazaré, Guaxinaldo, Álvaro Mestrinho, Amando, Flávio e Orlando Rebello. Como curiosidade vale salientar que já àquela época o Futsal era praticado no naipe feminino. Senhoras, adolescentes e crianças assistiam aos jogos promovidos pelo clube e logo se apaixonavam pela modalidade
Em 2004, o Rio Negro foi o primeiro representante do Amazonas na Taça Brasil de Futsal Sub-17 feminino, competição ocorrida em Maringá, Paraná. Atualmente, mantém ativa sua escolinha de futsal, que conta com meninos e meninas a partir dos 5 anos de idade e também equipes de base que disputam competições locais.
Títulos
Lista-se aqui alguns dos títulos com referência, do Rio Negro no futsal, que são muitos:
- Campeonato Amazonense de Futsal - Adulto: 3(1976-85-88)
- Campeonato Amazonense de Futsal - Infantil: 04(1986-87-88-89)
- Campeonato Amazonense de Futsal - Infanto-Juvenil: 01(1988)
- Campeonato Amazonense de Futsal - Juvenil: 01(1989)

### Vôlei
O vôlei no Amazonas foi introduzido também pelo Rio Negro, no ano de 1928 pelas mãos de desportistas como Ésio, Heitor, Lúcio, Edwuino, Euclides e Arthur, que formaram o primeiro time da modalidade no estado. A partir de então o clube se tornou a equipe mais tradicional deste esporte, sendo o principal campeão amazonense nos primeiros anos de disputa.

##### Campeão do Norte-Nordeste
Em 1975 o "Galo" conquistou a Copa Norte-Nordeste de Vôlei, da categoria masculina, disputada na cidade de Belém. Na decisiva o clube amazonense enfrentou justamente o clube local, Clube do Remo, no ginásio Serra Freire. O time barriga-preta perdeu o primeiro set mas chegou a virar 2 sets a 1 mas a equipe paraense resolveu dificultar vencendo o 4º set. No set desempate o Rio Negro chegou a estar atrás por 4 a 0 e 8 a 4, mas se organizou e venceu por 15 a 13, assim se consagrando campeão da VII edição do torneio.

##### Liga Norte de Vôlei
O Rio Negro conquistou oito vezes a Liga Nacional Norte do naipe masculino, torneio de caráter regional que classificava dois clubes à fase final da Liga Nacional de Vôlei.

##### Na Liga Nacional
2011
Em 2011 o Rio Negro classificou-se novamente à Liga Nacional de Vôlei, tornando-se heptacampeão nortista da modalidade, participando do torneio em Rondônia, o clube fechou a Liga Norte com 100% de aproveitamento e tornou-se campeão. Foi a última aparição da respeitada equipe rionegrina no cenário nacional.

#### Títulos
- Copa Norte/Nordeste de Vôlei(M): 1 título (1930)[3]
- Torneio Norte-Nordeste de Vôlei(M) - 1975[74]
- Liga Norte de Vôlei(M) : 8 títulos(2000, 2005, 2006, 2007, 2008, 2009, 2010, 2011)
- Campeonato Amazonense de Voleibol(M) - 15 (1928, 1929, 1930, 1953, 1954, 1955, 1974, 1979, 2005, 2006, 2007, 2008, 2009, 2010 e 2011)
- Campeonato Amazonense de Voleibol(F) - 03(1945, 1953 e 1959)
- Copa Aberta Cidade de Manaus de Vôlei(F) - 2022
- M - Másculino, F - Feminino
- O Rio Negro foi o primeiro campeão amazonense de Vôlei, na modalidade masculina, em 1928
- Os dados de conquistas são incompletos, podendo haver mais títulos

### Natação
O clube também atua na natação, e para isso tem um Parque Aquático(que também é muito requisitado pelos sócios do clube, aos quais se destina a atender deixando um tanto de lado o seu lado esportivo) onde eram ministradas aulas de natação, e natação esportiva.
Em 1969 o Jornalista e Diretor de Divulgação do clube Bianor Garcia idealizou uma travessia da Baía do Rio Negro a nado, e neste mesmo ano quinze atletas rionegrinos realizaram tal feito, sendo que em 2009 os atletas que realizaram este feito foram homenageados pelo clube no seu tradicional Porto de Honra.
Conquistas e Medalhas
São diversas as conquistas do clube dentro das águas, mas, é muito difícil de listar todas as suas conquistas, a mais recente foi a da Prova Almirante Tamandaré. 
O clube, tem tradição e já relevou nomes para natação nacional, como a atleta paraolímpica Valeria Santarém, que disputou os Jogos Paraolímpicos de Pequim, em 2008, além de ser medalhista nos Jogos Parapan-americanos de 2007
- Prova Almirante Tamandaré (5 km) - Categoria Feminino Adulto de 2012: 1º lugar com Maria Emília Martins.

### Handebol
O Rio Negro, novamente foi o clube pioneiro na difusão de um esporte no Amazonas. Segundo o relato do Dr. Eduardo Monteiro de Paula, em 1970, o irmão dele, o senhor Edgar Monteiro de Paula, jogava voleibol em São Paulo, no clube Pinheiros. O outro irmão, Evandro Monteiro de Paula, morava na Alemanha, onde teve contato pela primeira vez com essa modalidade de esporte, o handebol. Ele observou como se jogava e quando regressou a Manaus trouxe consigo duas bolas de handebol. Edgar trouxe as regras desse jogo de São Paulo. Então, eles reuniram o pessoal que jogava voleibol, basquetebol e futsal naquela época e fizeram o primeiro jogo de handebol no Amazonas, na quadra do clube, onde atualmente funciona sua sede. No início as regras não foram bem estabelecidas, mas eles jogaram assim mesmo.
3º lugar nacional em 1984
Em 1984 o "Negão" ficou com a 3ª colocação na Taça Brasil de Handebol, disputada em Maceió, Alagoas. O clube foi um dos 11 participantes e teve a artilheira da competição, a jogadora Margareth Monteiro, que fez 46 gols e foi incluída na lista das 12 melhores do país. Além dela, Rita Moraes e Socorro Auzier também fizeram parte da lista como atletas do Rio Negro.
Vice-campeão brasileiro entre clubes em 2021
Após anos de desleixo administrativo onde as modalidades esportivas foram negligenciadas, o Rio Negro reorganizou seu departamento de handebol nos anos 2010, e com isso obteve logo bons frutos, o clube chegou a se consagrar vice-campeão feminino do Campeonato Brasileiro de Clubes, em 2021, realizado em Recife. Na final o "galo" acabou derrotado pelo local Clube Português. A equipe pernambucana tinha como técnico Cristiano Rocha, que também era técnico da seleção brasileira feminina. O Rio Negro perdeu por 24 a 42 e com isso ficou com o posto de vice-campeão nacional, contando ainda com a MVP da competição, Kellen Oliveira. Na semifinal o "Galo" passou pelo Sport Club do Recife/Jaguar por 29 a 28.
Títulos
O clube por diversas vezes teve o melhor time da Região Norte, com as mais variadas conquistas a nível estadual, regional e diversos atletas que defenderam a seleção nacional de handebol, o clube chegou a ter uma das melhores equipes de handebol do país. Na lista abaixo, apenas os títulos que de certeza pertencem ao clube:
- Vice-campeão do Campeonato Brasileiro de Clubes (Feminino) de 2021
- 3º lugar na Taça Brasil de Handebol (Feminino) de 1984
- Campeão Amazonense de Handebol (Masculino): 05 (1981, 2000, 2004, 2008, 2009.)
- Taça Amazônica -  Liga Nacional/Conferência Norte (Masculino): 03 (2000, 2004, 2005.)

Em 2004 e 2005 o time foi formado em parceria com a Ulbra.
- Campeão Amazonense de Handebol (Feminino): 11 (1980, 1981, 1982, 1983, 1984, 1999, 2017, 2018, 2019, 2021, 2022.)
- Taça Laércio Miranda (Feminino): 03 (2019, 2021, 2022)
- Taça Amazônica - Liga Nacional/Conferência Norte (Feminino): 05 (2000, 2003, 2007, 2009, 2017.)[84]

### Judô e Jiu-Jitsu
Em 1915, o mestre japonês Soichiro Satake (que depois se naturalizou brasileiro, passando a ser chamado de Antônio Soichiro Satake), chegou ao Amazonas e passou a praticar e ensinar o Judô e o Jiu-Jitsu, formando na sede do Atlético Rio Negro Clube as primeiras academias de Jiu-Jitsu e judô do Brasil.

### Títulos em outras modalidades
- Campeonato Amazonense de Remo - 1922[3]
- Campeonato Amazonense de Tênis de Quadra(Clubes) - 1949[3]
- Campeonato Amazonense de Beisebol - 1920
- Campeonato Amazonense de Esgrima - 1923
- Campeonato Amazonense de Basquetebol - 1931
- Campeonato Amazonense de Tênis de Mesa(Clubes) - 1940
- Campeonato Amazonense de Futebol de Botão (12 toques) - 2022
- Campeonato Amazonense de Futebol de Botão (3 toques) - 1985

## Sede

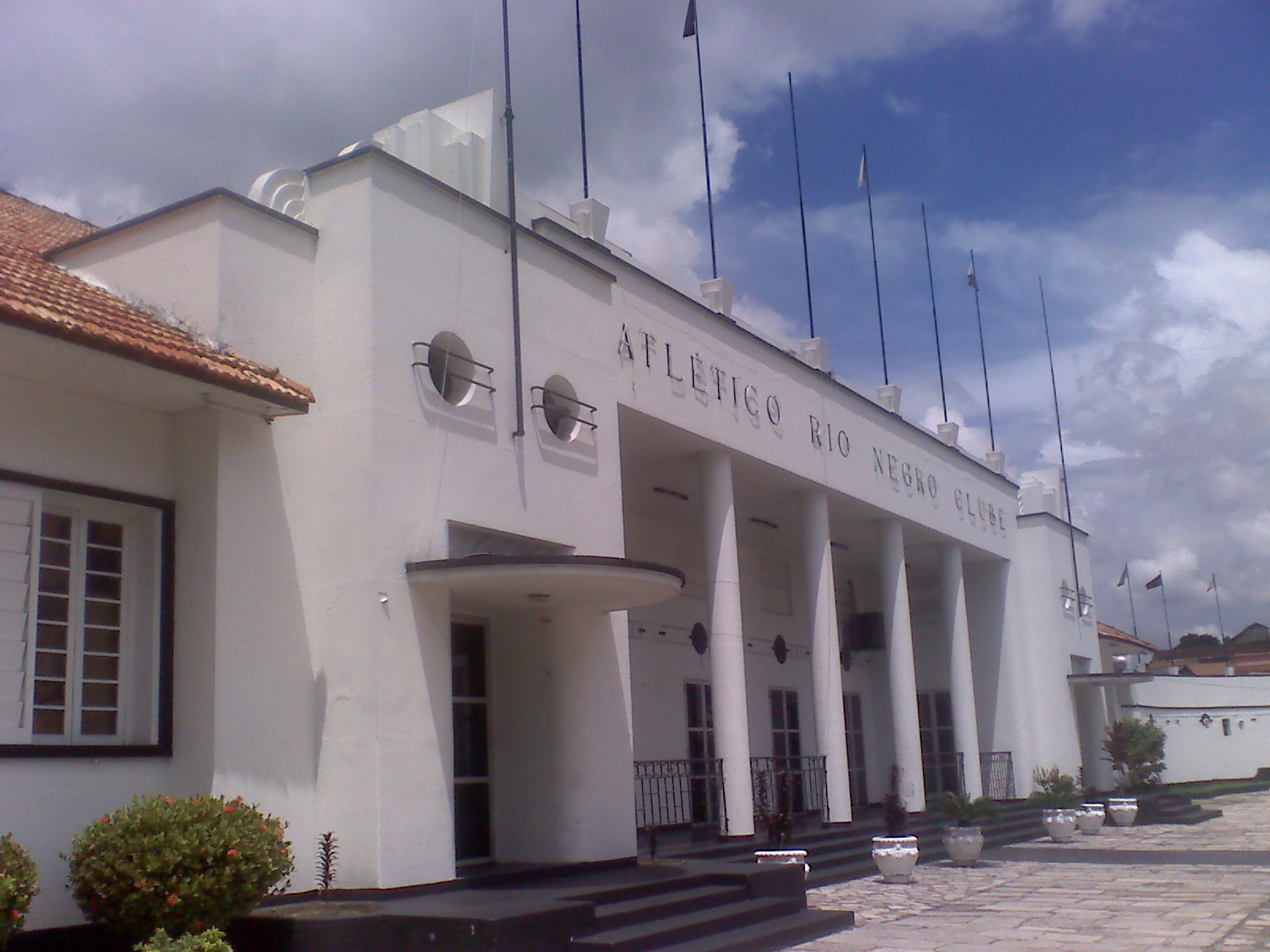
Sede do Rio Negro

O principal patrimônio do Rio Negro é sua sede social, localizada em frente a Praça da Saudade, região do Centro Histórico de Manaus. Nela está toda a estrutura física do clube:
- Parque Aquático com duas piscinas (Flávio de Castro e Gilberto Mestrinho), inaugurado em 13 de Novembro de 1960, na gestão de Glauther Marques Batista. Há ainda uma pequena piscina de hidroginástica;
- Ginásio Poliesportivo Aristophano Antony, com capacidade para 2000 espectadores. Recebe jogos de vôlei, futsal e handebol e também escolinhas do clube;
- Centro Administrativo Joaquim Rocha da Silva Barateiro, inaugurado em 16 de Maio de 1989 na gestão de Antônio Carlos da Silva. Nele funciona todo o setor administrativo da agremiação. É possível ver a sala de troféus onde estão todos os títulos do clube "barriga preta", além de quadros, revistas sobre o clube, fotos antigas e medalhas das grandes equipes de futebol, futsal e de todos os outros esportes que são praticados.
- Palácio Dórico com Salão dos Espelhos, utilizado para eventos sociais como formaturas e festas diversas.

### Tombamento

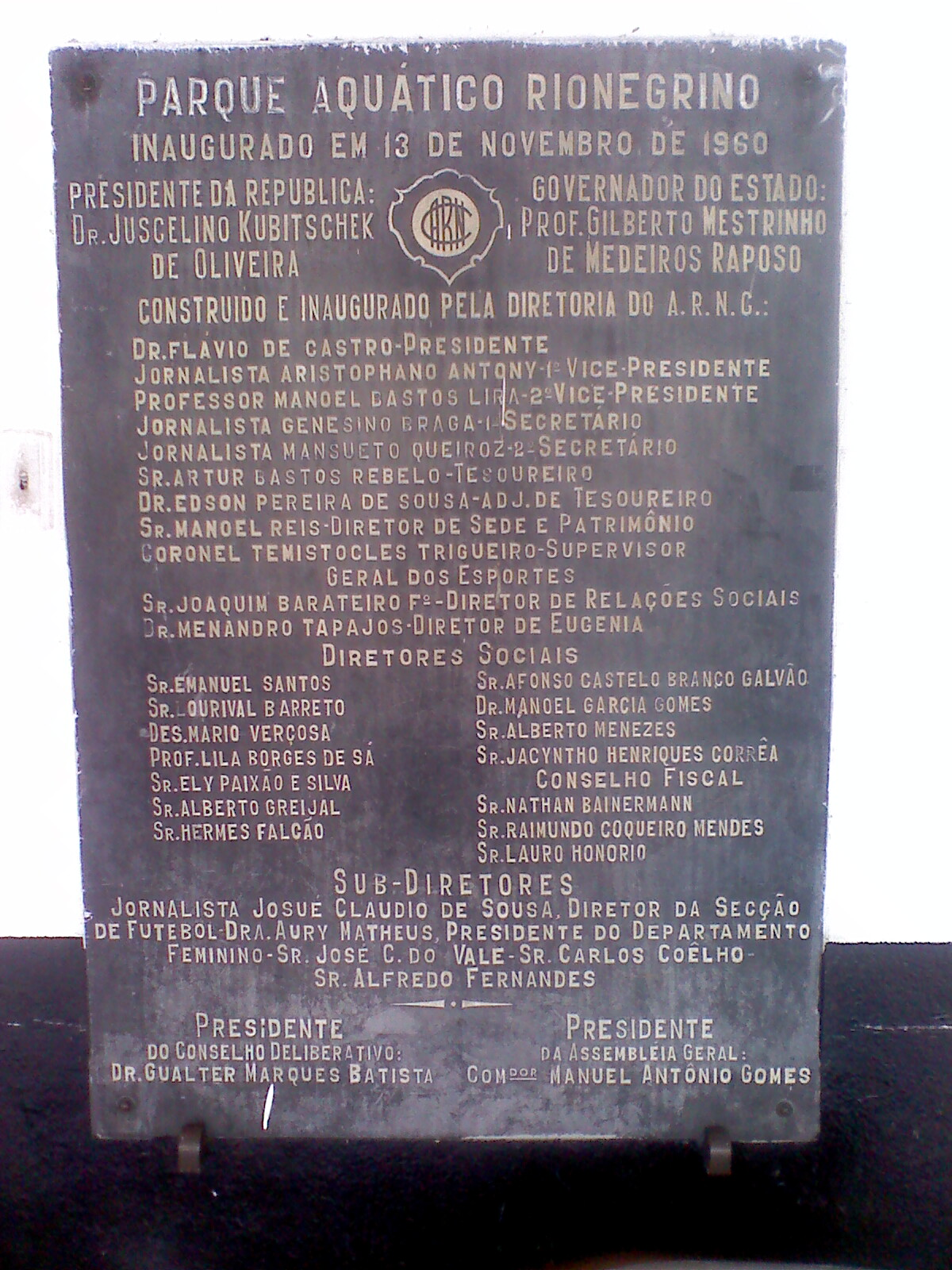
Placa de Fundação do Parque Aquatico.

Em 2013, o então vereador Professor Samuel, nacionalino, protocolou o Projeto de Lei nº435/2013 na Câmara Municipal de Manaus pedindo o tombamento da sede do Rio Negro como patrimônio histórico de Manaus, o que impediria mudanças estruturais e as características do prédio. O projeto foi aprovado na Câmara Municipal de Manaus em 6 de Novembro de 2013 Em 13 de Novembro de 2013, quando comemorava seu centenário, o clube teve sua sede tombada pela sanção de lei pelo então prefeito Arthur Virgílio Neto.

### Quase venda

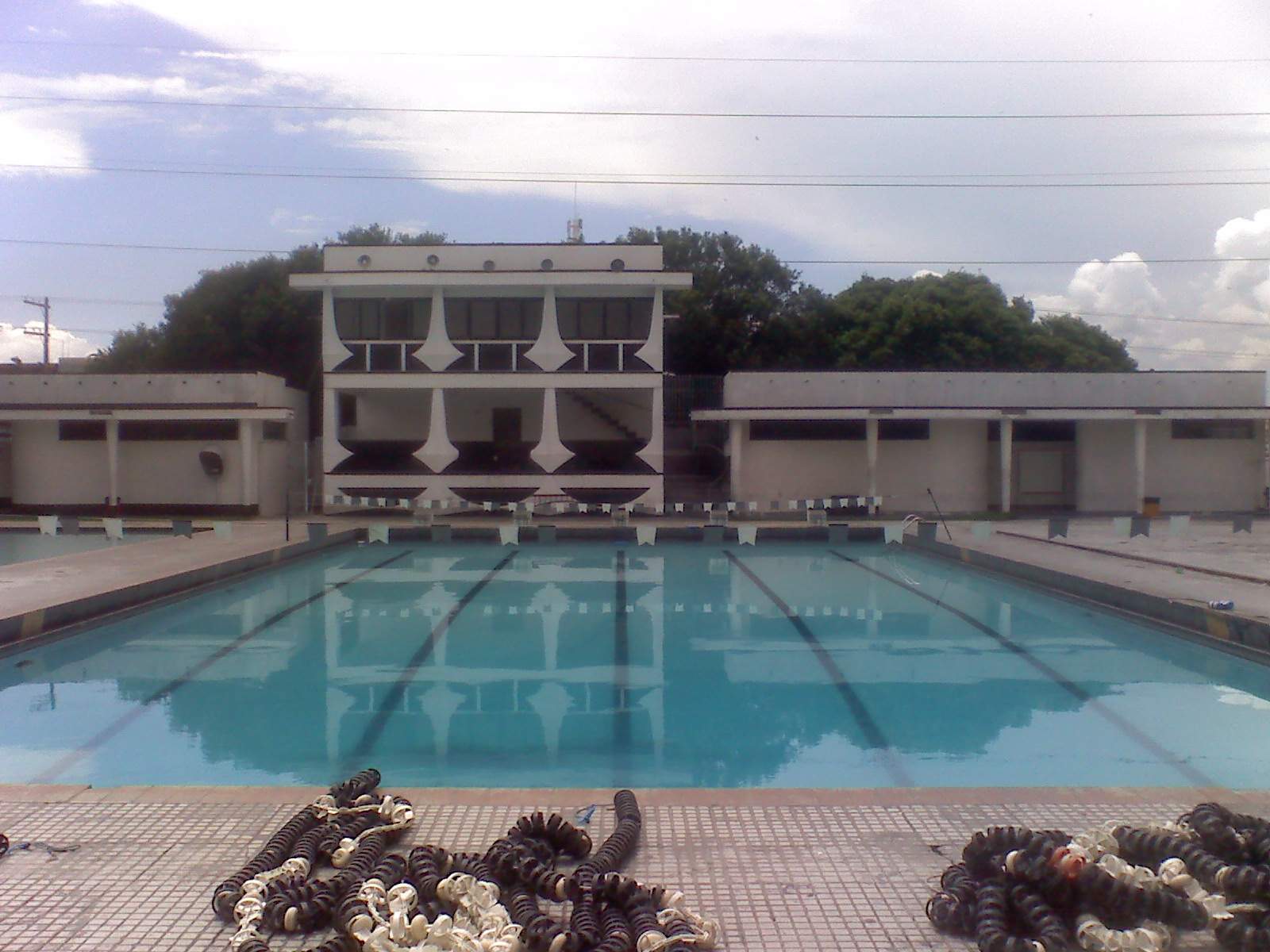
O Parque Aquático do Clube

Em 2021 o empresário Sung Un Song chegou a arrematar a sede em um leilão por R$3,78 milhões, na única vez em que a venda foi contretizada. Dono da empresa Digitron, sediada no Polo Industrial de Manaus, Sung chegou a afirmar que sua empresa se tornaria mantenedora do clube, fortalecendo seu departamento de futebol e até mesmo pagando suas dividas. Depois de algum vislumbre, dirigentes do Rio Negro decidiram embargar o leilão, considerando possíveis irregularidades no processo. A situação fez Song desistir da compra da sede e dos possíveis investimentos que faria no clube.

### Possível desafogo de dividas
Em Março de 2023 a sede voltou a ser posta em leilão para pagamento de dividas do clube, porem foi logo retirada. O clube fez um acordo e apresentou garantias de pagar suas dividas, assim podendo evitar que mais uma vez o patrimônio do clube voltasse ao risco de sofrer leilão.

## Sócios e Setor Social
O clube alvinegro hoje totaliza cerca de 4.200 sócios proprietários, sendo que cerca de 2.000 destes foram remidos por uma diretoria do passado do clube, e cerca de 200 se tornaram sócios beneméritos. Ou seja, o clube hoje é abastecido por poucos sócios que não são remidos nem beneméritos, sendo que muitos usufruem do clube sem pagar o título de sócio proprietário.

### Setor Social

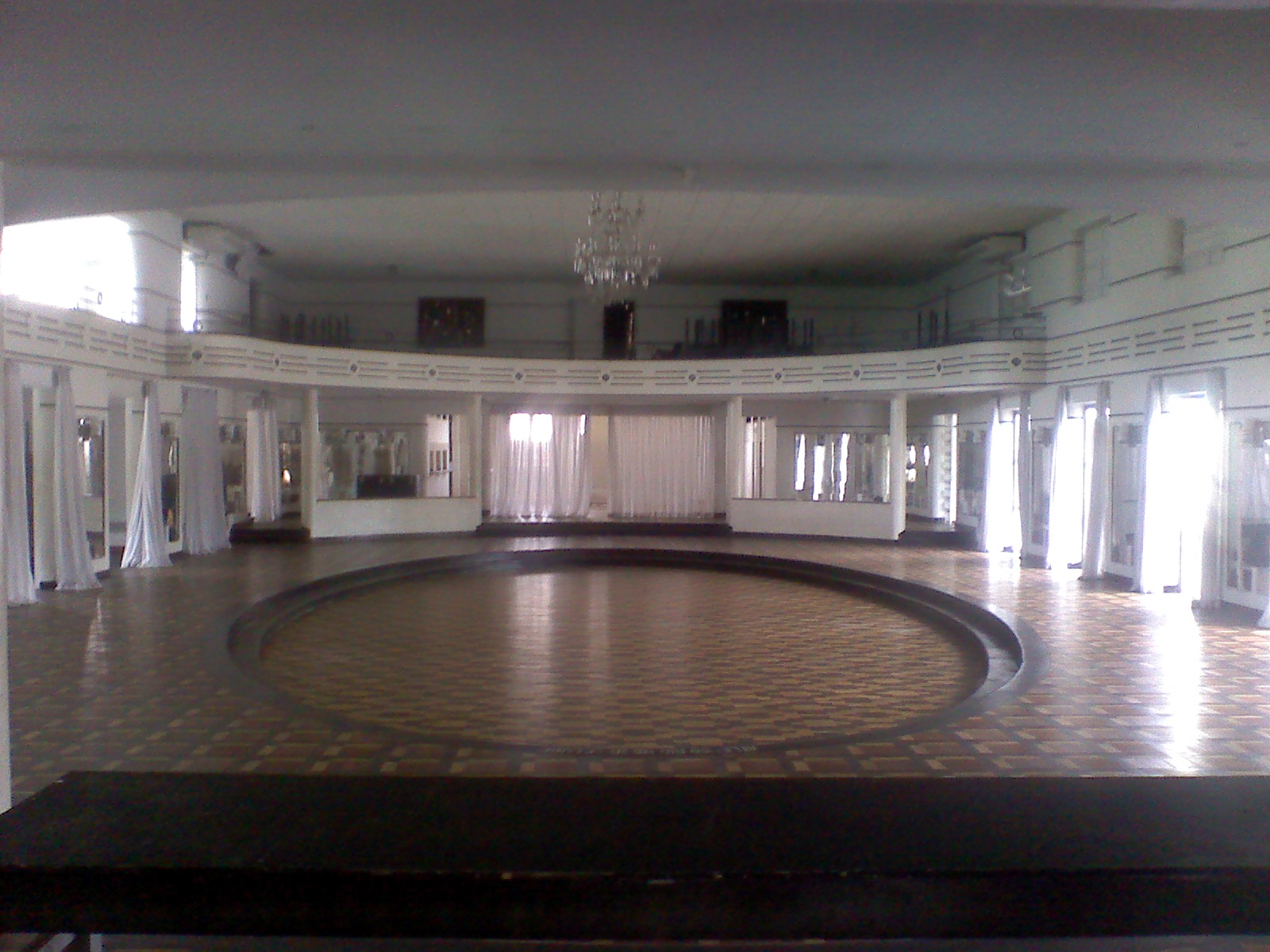
No Palácio Dórico o clube recebeu grandes eventos e grandes autoridades locais e nacionais

O Rio Negro exerceu importante papel na sociedade amazonense, recebendo grandes eventos em suas estruturas e também realizando festas tradicionais como bailes de carnaval e sua tradicional "Semana rionegrina" reaizada em ocasião de seu aniversário.
Miss Amazonas
Foram eleitas Miss Amazonas representando o clube:
- Maria Amália - vencedora do concurso em 1949
- Annete Stone - venceu o Miss Amazonas de 1955 e posteriormente foi 2º lugar no Miss Brasil.
- Terezinha Morango - natural de São Paulo de Olivença, no interior do estado, venceu o Miss Amazonas em 1957. Posteriormente foi Miss Brasil e conquistou o 2º lugar no Miss Universo.[95]
- Kátia Louzada Vargas - vencedora do concurso de 1982
- Anne Christine César - vencedora do concurso de 1987

Figuras Importantes
Nomes de grande importância na história da sociedade local que fizeram parte do quadro de atletas ou quadro de sócios do clube:
- Leopoldo Neves "Pudico" - foi atleta do clube e depois Deputado Federal e Governador do Amazonas.[6]
- Álvaro Maia - foi deputado federal, senador e governador do Amazonas.[6]
- Arthur Virgilío Filho - foi atleta do vôlei e depois senador no Amazonas.[6]
- Arthur Virgílio Neto - ex-atleta do clube, já declarou ser seu torcedor. Exerceu cargos como prefeito de Manaus e Senador do Amazonas. Foi o responsável pelo tombamento da sede do clube como Patrimônio Histórico de Manaus.
- Adalberto Vale - foi atleta do clube e depois fez carreira política, chegando a ser deputado federal pelo estado.[6]
- Eduardo Braga - foi atleta de vôlei do clube. Depois foi prefeito de Manaus, governador e Senador do Amazonas.
- E também senhores que ganharam destaque na sociedade por serem membros de renomadas instituições como a Academia Amazonense de Letras e o Instituto Geográfico e Histórico do Amazonas, sendo alguns deles: Álvaro Maia, Aristophano Antony, Arlindo Porto, Gebes Medeiro, Genesino Braga, Jurandir Batista de Sales, Manoel Bastos Lira, Max Carpenthier, Moacir de Andrade e Robério Braga.[3]

### Acadêmicos do Rio Negro
Os Acadêmicos do Rio Negro é uma escola de samba ligada ao clube por ter sido fundada como batucada composta por torcedores do Rio Negro em 1972, sendo que em 1983 essa mesma batucada resolveu tornar-se uma escola de samba. Após muito tempo desativada, esta volta no ano de 2011 como muitas torcidas organizadas, que, animadas com o projeto do clube, resolveram se reativar. O seu primeiro samba enredo foi intitulado de  “As Mil e Uma Noites nos Carnavais Rionegrinos”.

## Torcida
A torcida do Atlético Rio Negro Clube é reconhecida historicamente como a segunda maior torcida do Amazonas, possuindo também muitos torcedores no interior do estado. Reconhecida pelo coro de "Galo... Galo... Galo..." e uma famosa sirene que ecoava no antigo Estádio Vivaldo Lima; Até mesmo jogadores consagrados no Nacional deram testemunho relatando a emoção em ver as festas da torcida alvinegra, observando-os dos vestiários que ficavam no sentido oposto. Muitos jogadores que passaram pelo clube a consideravam uma das mais fanáticas que já presenciaram. Fatos revelam que o clube por grande período detinha também a segunda maior torcida dentre todos os clubes, ou seja, isso incluía também clubes cariocas e paulistas.
Por ser um clube poliesportivo e social, muitos torcedores viviam o Rio Negro: as festas de fim de ano, o carnaval entre outras festas e eventos, tinham que ser os organizados pelo clube. Os fãs do futebol não se aquietavam até ir na sede do clube saber as novidades. Nos dias de jogo, grandes grupos saiam com bandeiras pelas ruas de Manaus entoando cânticos e hinos do clube.  Havia até pagamento de promessas caso o clube vencesse mais um clássico contra o Nacional. Do choro quando o departamento de futebol foi desativado, e do grande carnaval quando o mesmo anunciou seu retorno em 1960 e depois em 1979.
A paixão pelo clube era um símbolo no futebol amazonense, tendo exemplos como o de 1960, quando saia de 14 anos afastado do futebol direto para uma das maiores médias do campeonato. Na época desse afastamento, na cultura local se dizia "campeonato sem o Rio Negro não tem emoção". O mesmo aconteceu em 1979 depois do clube passar dois anos fora do estadual, com seu retorno a sua torcida comemorou como um título, fazendo um grande "carnaval" em Manaus. Naquela ocasião, um grupo extremado plantou uma bomba no carro de um dirigente do clube, em retaliação a esse afastamento. Depois, em 1999, o clube chegou a figurar como uma das maiores médias de público do país, tendo a 15ª maior entre todas as divisões do Campeonato Brasileiro, isso como participante da 3ª divisão.

### O mais simpatizado
Em 1928 a Revista Amazonida com auxílio do Jornal do Commercio realizou um concurso para descobrir qual era o clube mais "simpatizado" na sociedade manauara. Ao clube vencedor do concurso foi entregue a Taça Amazonida. O concurso contou com 1.123 votos computados em 18 clubes esportivos da capital baré. O "Galo" foi o vencedor com 250 votos (22,26%), apenas 5 votos a mais que o Nacional, o segundo colocado. Com isso o Rio Negro foi aclamado o clube mais simpatizado ou mais simpático de Manaus, recebendo então a posse da Taça Amazonida oferecida pela Revista homônima.

### Dias atuais
O "Galo" é sem dúvida o clube que experimentou a maior decadência entre os principais clubes do estado, estando também há mais de 20 anos sem conquistar um título. Com isso, o clube que tinha públicos de 20 mil pessoas com certa frequência, hoje resume a uma média de público inferior a 300 pessoas por jogo. A última grande demonstração de força da sua torcida foi na final do campeonato amazonense de 1999, disputada contra o São Raimundo, onde o clube possuía grande parte dos mais de 50.000 presentes no Vivaldão. Após isso, mesmo sendo Campeão em 2001 e Vice-campeão em 2003 em finais contra o Nacional, o clube não obteve mais êxito em públicos, sendo que até mesmo na Serie C, em 2006, nas fases mais decisivas, o clube não viu o comparecimento da sua torcida. Em uma pesquisa registrada dos anos 1980, o Rio Negro era apontado como favorito de 21% dos manauaras. Hoje, em pesquisas mais recentes o clube varia no que diz respeito ao percentual.
Em 2015, uma pesquisa apontou que o clube era apontado como favorito de 6,6% dos manauaras, possuindo cerca de 150 mil torcedores e simpatizantes. Essa pesquisa colocava o Rio Negro como 5ª maior torcida da região norte, atrás de Paysandu, Clube do Remo, Nacional e São Raimundo.

#### Torcidas Organizadas

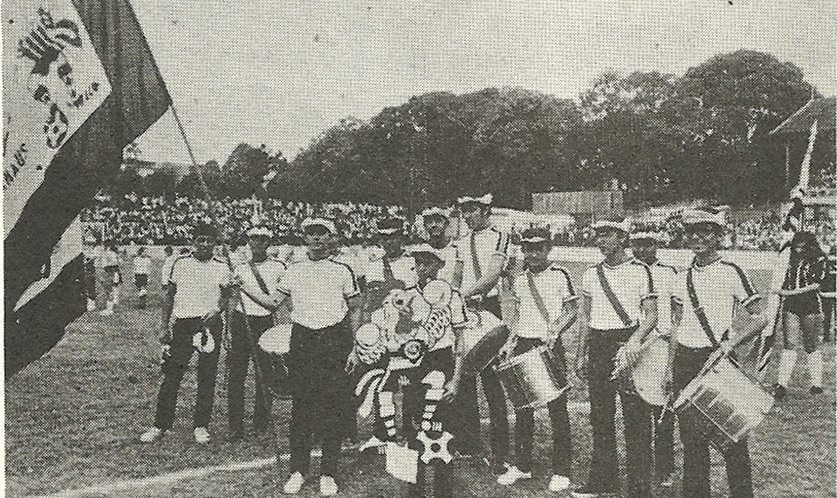
Em 1972 um grupo de rionegrinos fundou a "Charangalo" o primeiro grupo organizado de torcedores no estado. A "Charanga rionegrina" deu origem a uma respeitada batucada que fez história nos carnavais de Manaus.

O clube "barriga-preta" conta com as seguintes torcidas organizadas:
- Torcida Organizada Império Alvinegro - fundada em 2012, como uma dissidência da Mancha Negra, é a principal organizada do clube atualmente.
- Torcida Organizada Mancha Negra - Fundada em 2007, permaneceu até 2012 como a principal torcida organizada do clube. Passou anos inativa até seu retorno em 2016.
- Torcida Feminina Galo Chique - é a torcida feminina do Galo, presidida pela torcedora Rosário Almeida. Sua presença nos estádios é de longa data, existindo registros de sua presença desde o final dos anos 1980.
- Torcida Organizada Charangalo - Fundada na década de 1960, é atualmente a mais antiga em atividade no Amazonas, conta com torcedores símbolos do clube, como Enédio Negreiros, Johames Bastos e Lúcio Gervásio. Da Charangalo nasceu a escola de samba Acadêmicos do Rio Negro, em 1971.
- Torcida Força Jovem do Galo - Foi a principal torcida organizada do clube na década de 1990 até a primeira metade dos anos 2000.
- Torcida do Galo - Principal torcida nos anos 1970 e 80.
- Torcida Galo Gay - Fundada pelo saudoso Eurico Carvalho na década de 1980, foi uma das primeiras torcidas compostas por homossexuais do Brasil.[98] Ao contrário do que se pensa, a razão da torcida não serviu para chacota mas sim como incentivo para os rivais, que também criaram suas torcidas de gays, caso do próprio Nacional, que apresentou sua torcida gay num Clássico Rio-Nal.[99]

Outros grupos que podemos citar são a Jovem Garra Alvinegra, Galorota, Galo Carijó e Galo Hulk.

### Maiores públicos
Aqui, uma lista dos maiores públicos do clube no Vivaldo Lima:
- 22 de julho de 1999 São Raimundo 3 x 1 Rio Negro, público de 47.188, pelo Campeonato Amazonense de 1999
- 27 de agosto de 1986 Nacional 1 x 0 Rio Negro, público de 41.661, pelo Campeonato Amazonense de 1986
- 26 de setembro de 1979 Nacional 1 x 0 Rio Negro, público de 40.193, pelo Campeonato Amazonense de 1979

Em jogo amistoso:
- 26 de setembro de 1971 Rio Negro 2 x 2 Nacional, público de 30.003 pagantes, jogo amistoso

Maiores públicos na Colina
- 27 de abril de 1969 Rio Negro 0 x 0 Nacional, público de 23.152 pagantes, jogo valido pela Taça Amazonas
- 26 de abril de 1970 Rio Negro 0 x 0 Nacional, público de 20.783 pagantes, jogo valido pela Taça Amazonas

Maior público no Parque Amazonense
- 25 de outubro de 1970 Rio Negro 1 x 3 Fast Clube, público de 10.981 pagantes, jogo valido pelo Campeonato Amazonense

### Médias de público no Campeonato Brasileiro - Série A

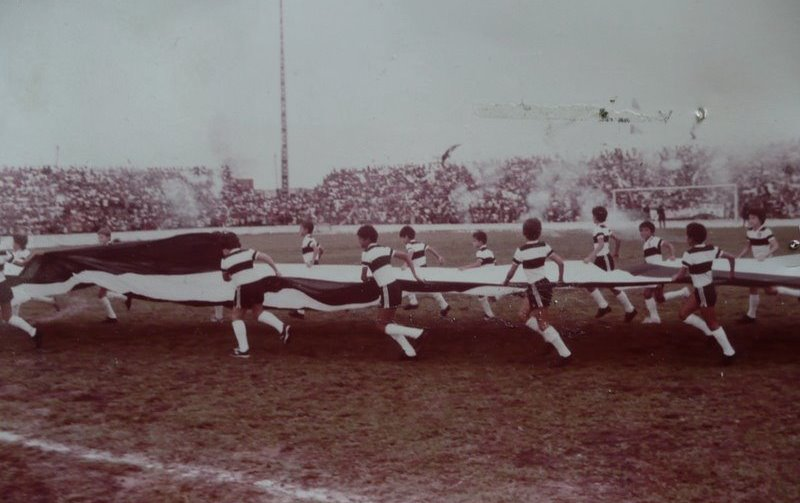
Mascotes entram carregando o bandeirão alvinegro em meio a fumaça da torcida na Colina lotada para um jogo do Campeonato Brasileiro de Futebol de 1983.

O Rio Negro somou 7 participações em Campeonato Brasileiro de Futebol da Primeira Divisão, e conta com uma média de público de 9.700 pessoas por jogo que disputou. Até 2002 o clube aparecia como o 39º colocado na Classificação histórica de médias de público do campeonato, sendo o 4º melhor na Região Norte, atrás apenas de Nacional, Paysandu e Clube do Remo.
- 1973: 12.065

Maior público: 21.248 - 29 de Agosto de 1973 - Rio Negro  1x2  Palmeiras - Estádio Vivaldo Lima
- 1974: 10.016

Maior público: 15.493 - 24 de Março de 1974 - Rio Negro  0x4  Palmeiras- Estádio Vivaldo Lima
- 1975: 9.092

Maior público: 14.739 - 24 de Agosto de 1975 - Rio Negro  0x0  Nacional
- 1976: 7.888

Maior público: 11.209 - 29 de Agosto de 1976 - Rio Negro  0x3  Guarani
- 1979: 2.410

Maior público: 6.557 - 7 de Outubro de 1979 - Rio Negro  0x1  Villa Nova-MG - 
- 1983: 12.895

Maior público: 18.300 - 3 de Fevereiro de 1983 - Rio Negro  1x1  Flamengo - Estádio Ismael Benigno
Segundo maior público: 12.513 - 27 de Março de 1983 - Rio Negro 0x1  Goiás - Estádio Ismael Benigno

### Campeonato Amazonense de Futebol

Em 22 de Julho de 1999 a final entre Rio Negro e São Raimundo estabeleceu o recorde de público pagante em estaduais com 47.188 pagantes, a maioria rionegrinos.

Médias de público em jogos do clube pelo Campeonato Amazonense de Futebol (para as médias foram desconsiderados os clássicos):
- 1966 - Média de Público: 3.256
- 1968 - Média de Público: 3.448
- 1969 - Média de Público: 5.479
- 1970 - Média de Público: 4.140;

Maior público: 11.273 - 25 de Outubro de 1970 - Rio Negro 3x1 Fast Clube
- 1973 - Média de público: 6.282
- 1974 - Média de público: 1.908
- 1975 - Público total: 71.221, Jogos: 12; Média de Público: 5.935
- 1976 - Média de público: 4.118
- 1977 - Não participou
- 1978 - Não participou
- 1979 - Média de Público:6.789[103]

## Símbolos

### Hino
O Rio Negro possui dois hinos, um social e um esportivo, o Hino Esportivo é o mais conhecido e fora composto por Albino Ferreira Dantas (Pernambucano), Tenente-Maestro da Policia Militar do Amazonas, que tem como parte principal:
Em qualquer esporte
O Rio Negro é o mais forte

E traz bem justo seu quadro
Não temer o rival
No Amazonas não tem igual

### Uniforme

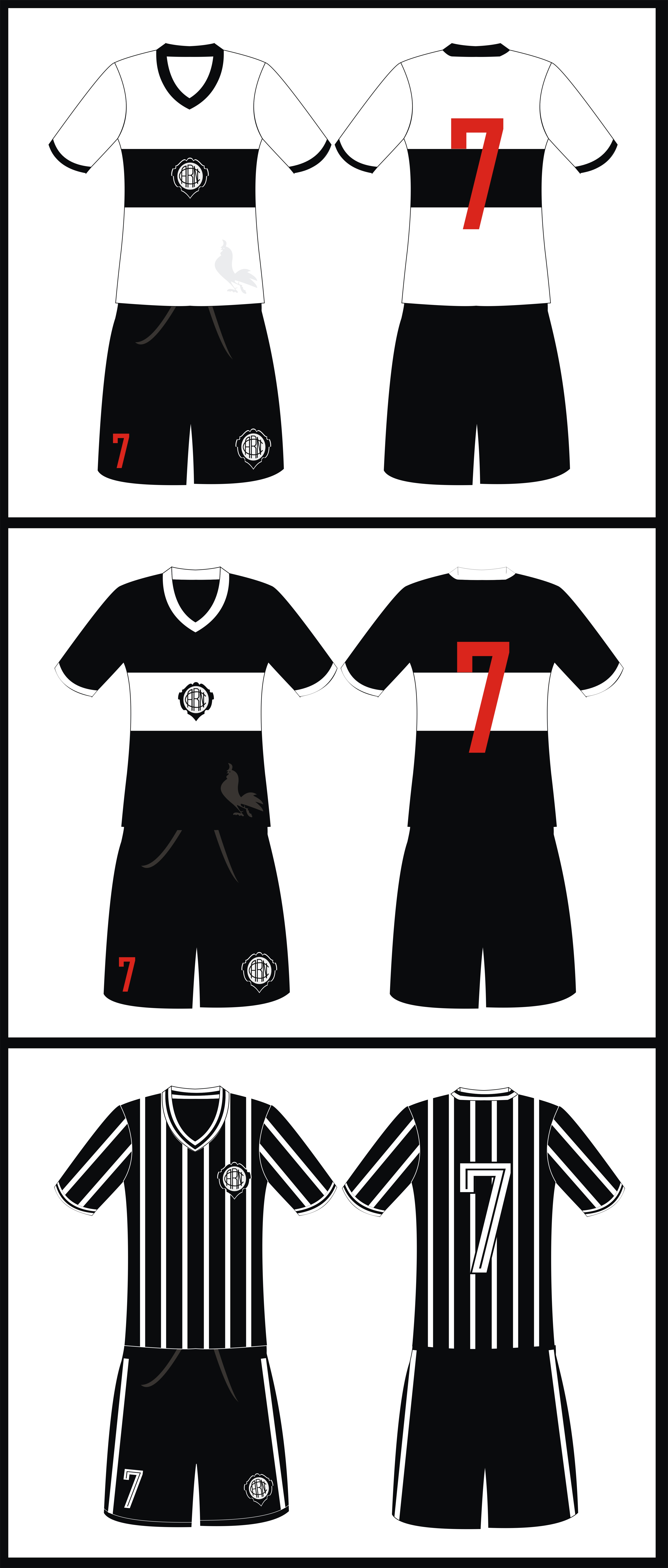
Uniformes do Rio Negro.

Na ata de fundação do clube, consta que a primeira ideia, apresentada por Edgard Lobão (primeiro presidente do clube) consistia num uniforme composto de calção preto, camisa branca com um escudo azul, logo Schinda Uchoa alegou que no nome do clube já havia bairrismo mas o escudo idealizado por Lobão não combinava com isso, logo idealizou o uniforme em preto e branco assim como o distintivo do clube.. Em votação venceu a ideia de Schinda e foi assim que surgiram o negro e o branco como distintivo e uniforme do clube.
Uma outra versão diz que no imaginário dos presentes na idealização do clube, a primeira proposta para o uniforme estava com muito preto e pouco branco. Então, Schinda teria idealizado uma camisa com listras verticais brancas e pretas, igual a do Botafogo de Futebol e Regatas do Rio de Janeiro. Porem, não há registros fotográficos do uso dessa combinação.
Uniforme atual
O uniforme do Rio Negro constitui de: camisa branca com a famosa faixa horizontal preta cortando-a ao meio (daí o apelido "Barriga-preta"), com calção e meias pretas. A combinação de cores é invertida no segundo uniforme. O calção e os meiões tradicionalmente são pretos.
O clube usa da cor vermelha nas numerações de camisa, e geralmente o escudo fica ao centro, porem em vários anos o escudo ficou no tradicional canto esquerdo-superior. Atualmente o clube trabalha com a Neo Sports para fornecimento de materiais esportivos, já trabalhou por muito tempo com Nell, Topper e Adidas, entre outras.

### Escudo
O escudo do Rio Negro é constituído de um círculo preto com seis furos vazados (quatro embaixo e dois em cima) e um as letras ARNC dentro do círculo. As Letras ARN estão dispostas em sequência com o C sobreposto a elas. Por algumas vezes se utilizou quatro estrelas acima do escudo, que simbolizaram o tetra amazonense de 1987-1988-1989-1990.
Existe um clube com o mesmo nome no estado de Roraima, que até pouco tempo atrás usava o escudo e uniformes idênticos ao time manauara. O Rio Negro tem um escudo singular, já que no mundo nenhum outro clube tem um escudo ao menos parecido. O escudo do galo alvinegro transmite imponência, sendo um escudo reconhecível no meio de tantos a qualquer um que entenda de futebol.

#### Monograma

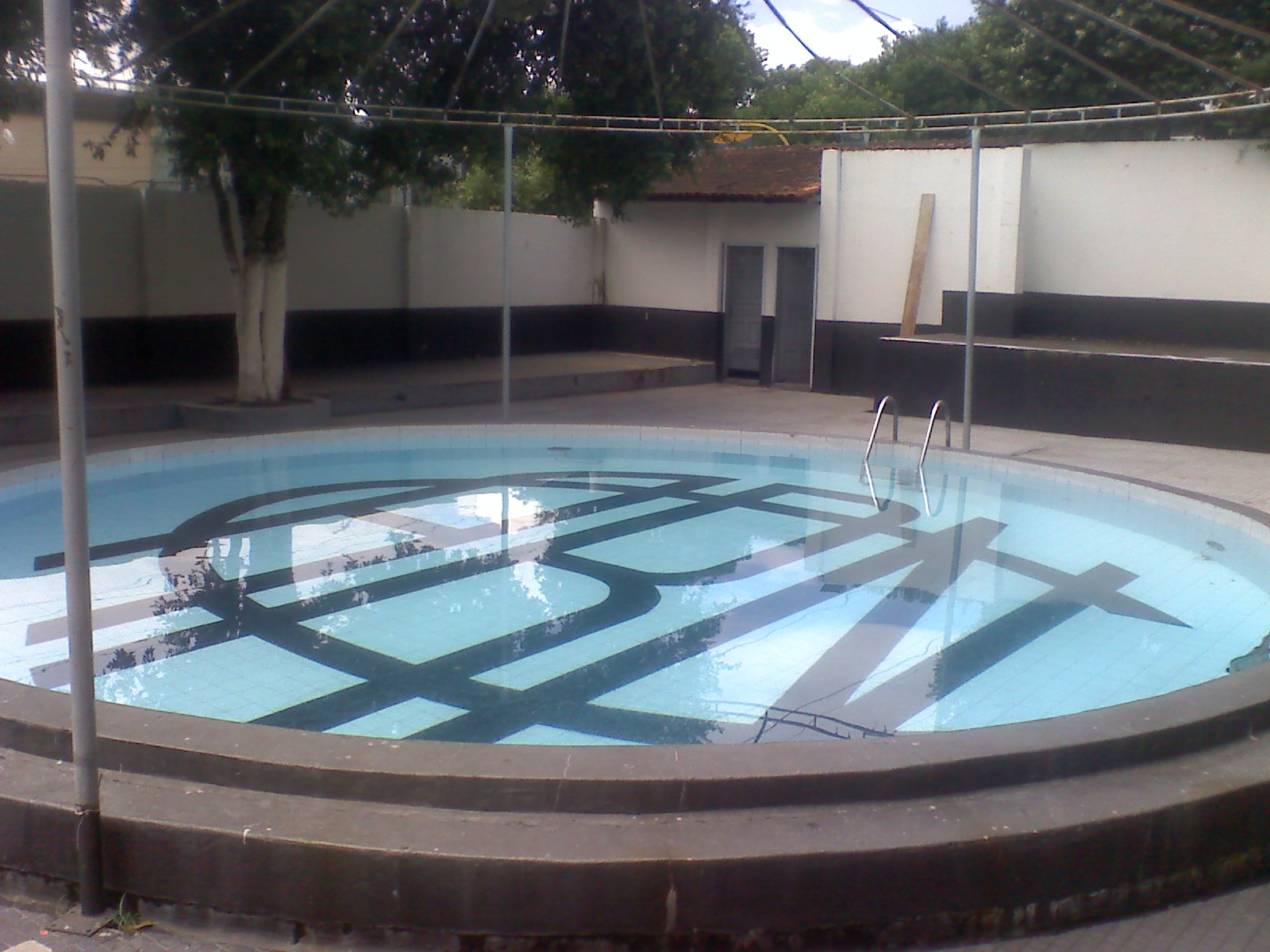
Monograma do Rio Negro, de Manaus, em Piscina do Parque Aquático do Clube

O Rio Negro tem um monograma que representa um símbolo, este é tão simbólico que foi desenhado em uma das piscinas do Parque Aquático e também estampou a camisa do clube como símbolo principal em vários anos, como por exemplo em 1982, quando o time campeão, trajava um uniforme todo preto com o acrônimo em vermelho na foto oficial de Campeão. Nesse mesmo ano, em várias ocasiões, o clube jogou usando o acrônimo como símbolo maior.

### Cores
As cores principais do clube são o Preto e o Branco, o que dá ao clube a alcunha de alvinegro. A cor preta deve-se a homenagem feita ao rio homônimo e suas águas escuras.

### Mascote
O mascote da equipe é o galo, provavelmente desde os anos 1960. Sobre o Galo, os torcedores chamam o clube carinhosamente de "Galo Carijó", "Galo Esporão de Ouro" ou "Galo Gigante do Norte". O mascote por muitos anos entrava em campo acompanhado de crianças que deveriam ter boas notas na escola para receber o prêmio de entrar em campo com o mascote. Hoje em dia não é possível encontrá-lo em jogos do clube.

### Bandeira

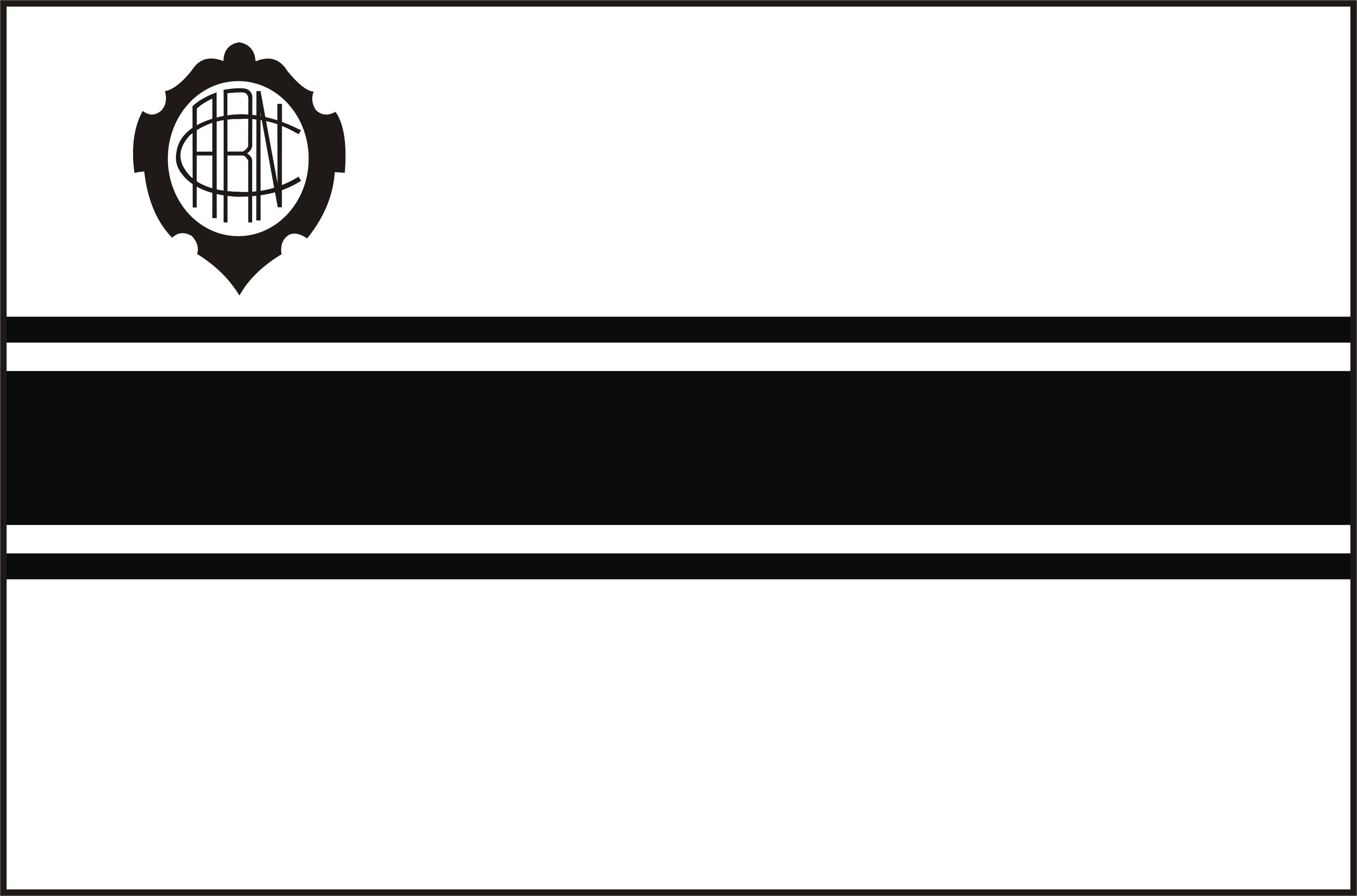
Bandeira Esportiva Rionegrina

O Galo Alvinegro tem oficialmente duas bandeiras:
- Esportiva: Desenhada por Carvalinho, tem um losango branco acompanhado de uma faixa preta central(em maior largura)e duas mais finas a margeando, com o escudo no topo esquerdo.
- Social: Bandeira das atividades sociais do clube, diferencia-se da esportiva pela ausência das duas faixas menores, foi desenhada por Ariolino Azevedo e Oscar Maia.

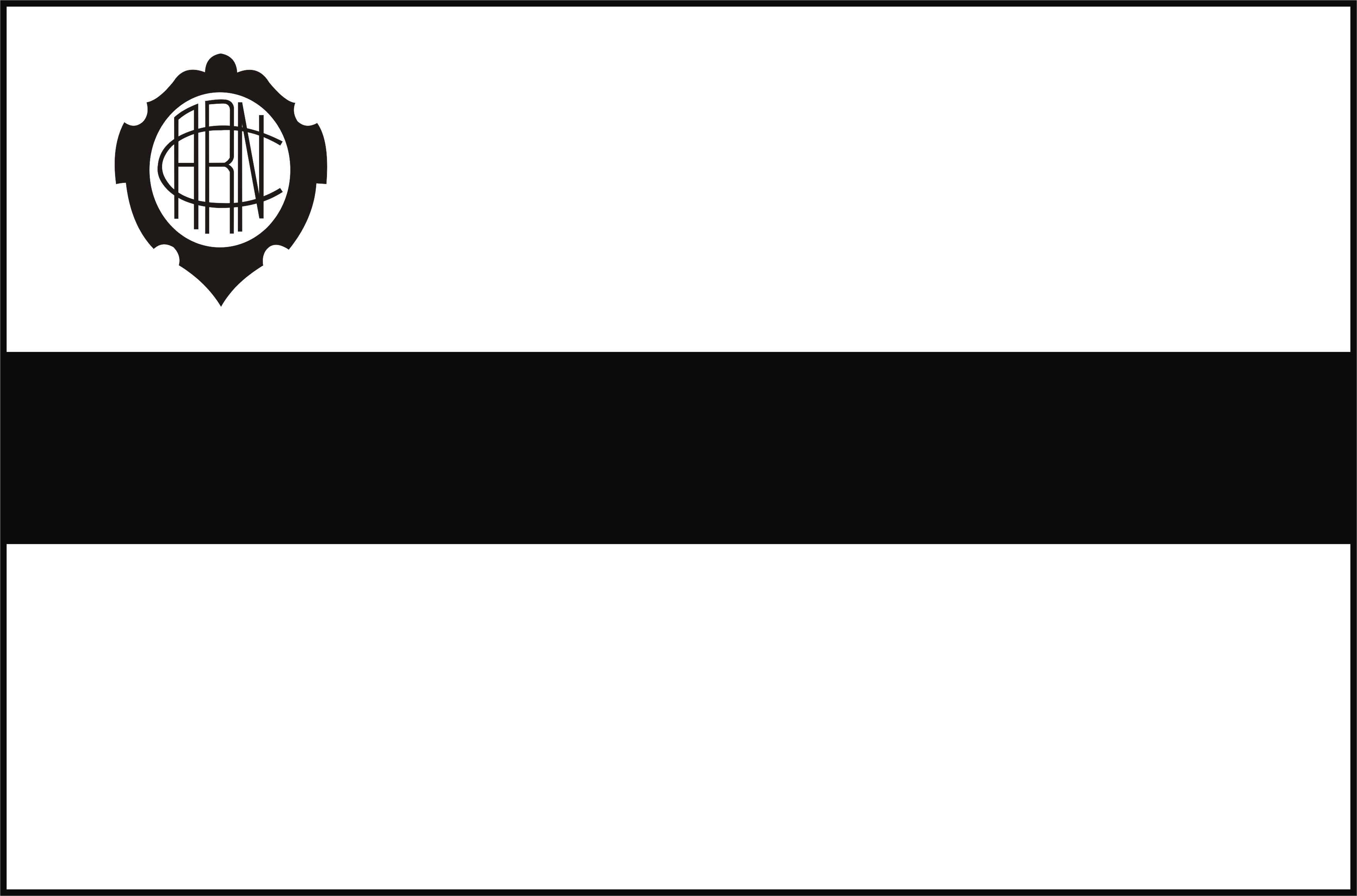
Bandeira Social Rionegrina.

A bandeira mais utilizada é a de um losango preto com uma faixa branca central e o escudo precisamente no meio deste.
Existe ainda outra bandeira muito utilizada com características inversas, ou seja um losango branco com uma faixa preta ao centro com o escudo.

### Alcunhas
- Barriga Preta – Apelido recebido há muito tempo, talvez desde os anos 1930, quando ganhou muitos torcedores. O apelido faz referência ao tradicional uniforme com a faixa preta na parte mais central do abdome. Depois de um tempo, o apelido foi dado à torcida, o clube foi chamado de "o clube da barriga preta". Este por muito tempo foi o maior sinônimo da torcida do clube.
- Galo da Praça da Saudade  - O Rio Negro está sediado na Rua Epaminondas, que margeia a Praça conhecida popularmente como Praça da Saudade. Somando-se a isso o fato do mascote principal e único do Rio Negro ser o galo, o clube foi chamado por este apelido. Na época, era comum ligar os principais clubes aos locais onde ficavam suas sedes sociais.
- Galo Gigante do Norte - Logo nos primeiros anos de participação no Campeonato Brasileiro de Futebol o Rio Negro não fazia feio, jogava com raça, os mais importantes veículos de comunicação regional, além de muitos torcedores o chamavam carinhosamente de Galo Gigante do Norte, ou, o "Único galo do norte".
- Alvinegro Amazonense e Alvinegro – Isso se deve às cores do clube, o Preto e o Branco. O clube também já foi chamado de "Gigante Alvinegro", "O Alvinegro do Norte" entre outros.
- A Raça Mais Forte – Se deve ao fato do clube ter como mascote o galo, como o galo tem várias espécies, desde os mais fracos e os galos de menor porte (os chamados garnisés) até os valentes galos de briga, então devido a esse fato a raça do galo alvinegro é “a raça mais forte”. A torcida “Mancha Negra” utiliza em suas faixas a frase “Nossa raça é a mais forte”.
- Imortal do Amazonas – O Rio Negro passou por várias baixas na sua história, passou 14 anos sem jogar futebol oficialmente e ao voltar encontrou sua torcida fiel nos estádios. Depois o lamentável afastamento de 1977, na sua volta às atividades esportivas foi feito um verdadeiro carnaval na Praça da Saudade. E ainda durante os dois rebaixamentos seguidos no campeonato estadual, porém o clube ainda assim tinha muitos torcedores e ainda era lembrado por desportistas de Manaus, sendo que muitos torcedores ao serem questionados por ainda torcerem fanaticamente pelo clube falavam que “Pra mim o Rio Negro é imortal”.
- O Afluente Amazônico – fora conhecido assim na sua primeira participação do campeonato brasileiro, devido ao fato do Rio Negro, que lhe empresta o nome, ser um dos principais afluentes do rio Amazonas, tendo grande destaque quando teve um bom início de campeonato.
- Alinhadérrimo - Devido ao seu alinhamento em campo, a sua excelente postura dentro das quatro linhas, o clube alvinegro foi chamado pelos torcedores de "alinhadérrimo", isso nas décadas passadas que foram até o início do profissionalismo. A alcunha perdurou um bom tempo até ser totalmente esquecida.
- Clube Líder da Cidade - Ganhou este apelido nos anos 1940 por conta do seu lado social, já que sua sede passou a receber os principais eventos sociais de Manaus.